# 阿道夫·希特勒
阿道夫·希特勒（德語：Adolf Hitler，發音：[ˈaːdɔlf ˈhɪtlɐ] ⓘ；1889年4月20日—1945年4月30日），德国政治人物，纳粹党领袖，1933年至1945年担任德国总理，1934年至1945年兼任德国元首。1939年9月发动波兰战役，导致第二次世界大战在欧洲爆发。希特勒是纳粹大屠杀的主要策劃者、发动者，有證據顯示他知曉並下達了對猶太人的屠殺命令。根據艾希曼、希姆莱和戈培爾等人的陳述，希特勒本人策劃了對猶太人的大屠殺；希特勒本人的陳述亦顯示他意圖屠盡猶太民族。
希特勒生于奥地利，成长於林茨。1907年至1908年曾報考维也纳美术学院但兩度落榜，1908年至1913年在維也納販賣其畫作維生。1913年后迁往德国，第一次世界大战期間在德国陆军服役並受勳。1919年加入纳粹党前身德国工人党，并于1921年成为纳粹党领袖。1923年，希特勒發动啤酒馆政变试图推翻魏玛共和政府，但最终失败并被抓捕入狱。他在监禁期间撰写了《我的奮鬥》。这本书包含了其自传以及其对国家社会主义运动的展望。1924年被释放后，對凡尔赛条约进行批判，宣扬泛日耳曼主义、反犹太主义和反共主义，憑藉个人魅力、演说才能及政治宣传获得了广泛的民众支持。同时，他频繁將国际资本主义及共产主义稱爲犹太人反德意志民族的阴谋。1933年，纳粹党成为德国国家议会第一大党，1月30日德国总统兴登堡任命希特勒为德国总理。此后其执政联盟再次在选举中获胜，并在国会中通过《授权法》，逐渐将德国转变为一党制、极权主义国家。希特勒以抵御一战后由英国和法国主导的不公国际秩序為藉口，试图将犹太人从德国清除，建立其理想中的国家秩序。在他当政的前六年内，德国经济迅速自大萧条中复苏，打破一战后欧洲各国对其作出的各种限制，同时吞并了数个德意志民族所居住的他国领土。
希特勒试图为德意志民族获取在其他民族之上的“生存空间”，在外交上主张施行侵略与吞并，這是第二次世界大战在欧洲爆发的首要原因。他领导大规模武装扩军，并于1939年9月1日入侵波兰，打响二战，使得英法对德宣战。1941年6月22日，希特勒入侵苏联。至1941年年末，德国及其欧洲轴心国盟友已侵略占领欧洲和北非大部分地区。后来与苏联战事的不利局面及美国的加入导致德国由攻转守，并屡遭战略失败。在战争尾声阶段，1945年柏林戰役期间，希特勒与其长期女友爱娃·布劳恩成婚。在他们成婚两日后（4月30日），为避免被即将占领柏林的苏联红军俘获，希特勒与爱娃夫婦自杀身亡，其尸体被其属下焚毁，後被苏联红军发现。
在希特勒和其种族主义意识形态的领导下，其政权屠杀了至少550万人，其中包括犹太人、斯拉夫人、羅姆人（吉普賽人）和身心障礙者在内的被视为劣等的少数族群人士，以及共产主义者、耶和華見證人等政治異見人士。在战争期间，希特勒及其政权亦屠杀了近1930万平民和战俘。此外，第二次世界大战欧洲战场的军事行动还造成了2930万军人及平民的死亡，其中平民的死亡数量为人类战争史上最高，這使二战成为人类历史上死亡数量最高的战争。

## 早期

### 家世

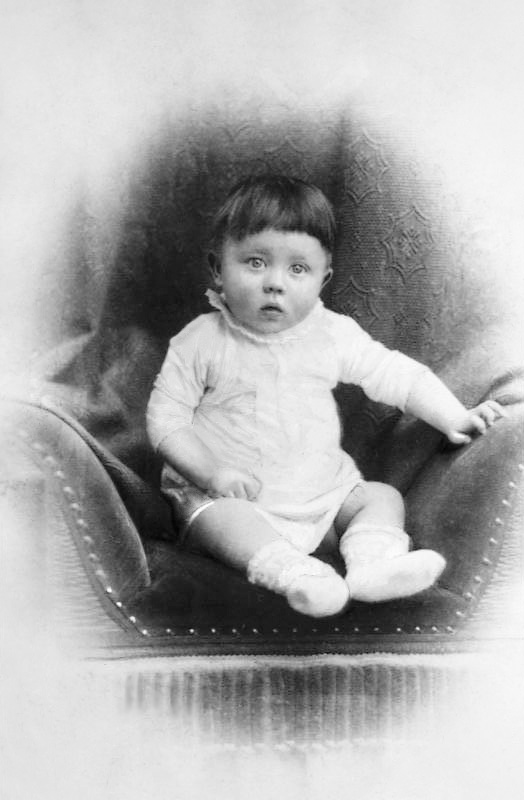
幼年時期的希特勒

希特勒的父亲阿洛伊斯·希特勒是私生子，因而在其39歲之前皆以其母之姓席克尔格鲁贝為姓。阿洛伊斯在出身上其父不詳，從而造成日後的許多爭議。如希特勒的法律顾问法郎克調查了希特勒姪兒的威脅信與回憶錄，宣称其中有未公開的書信提到席克尔格鲁贝太太被奧地利格拉茨一猶太家庭所僱傭的情况，而那個家庭中的19歲孩子就是阿洛伊斯。但目前没有證據可以支持法郎克的說詞，而法郎克自己也說希特勒明顯擁有雅利安人種的完整血統。法郎克的說詞在1950年代被廣泛地信服，但在1990年代，歷史學者提出質疑。曾寫過希特勒傳記的歷史學家克肖駁斥了此說法，並提出格拉茨猶太人早在15世紀被驅逐，並禁止日後重返該城。

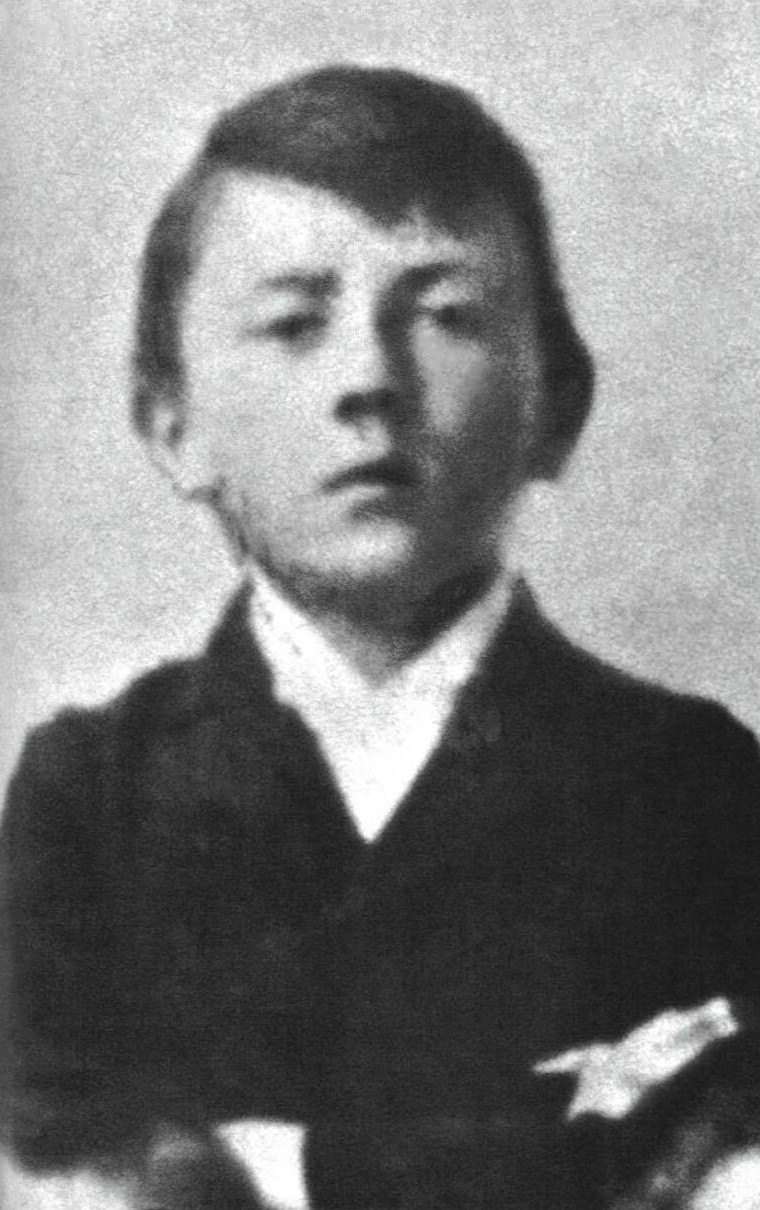
青少年時期的希特勒

1876年，阿洛伊斯·希特勒改其繼父之姓希德勒（Hiedler），該姓氏除希德勒外也可拼為許特勒（Hüttler、Huettler）及希特勒（Hitler），此姓名有可能由政府職員統一調整為希特勒。姓氏由來為「住在小房屋的人」。

### 童年
希特勒生于奥匈帝国因河畔布劳瑙的一个海关文职人员家庭，父亲「阿洛伊斯·希特拉」曾当过鞋匠，后来才转为海关公務員。希特勒年幼隨父親加入天主教成為信徒，由于日後受基督教原教旨主義影響，曾立志要成為牧師。

### 浪迹维也纳

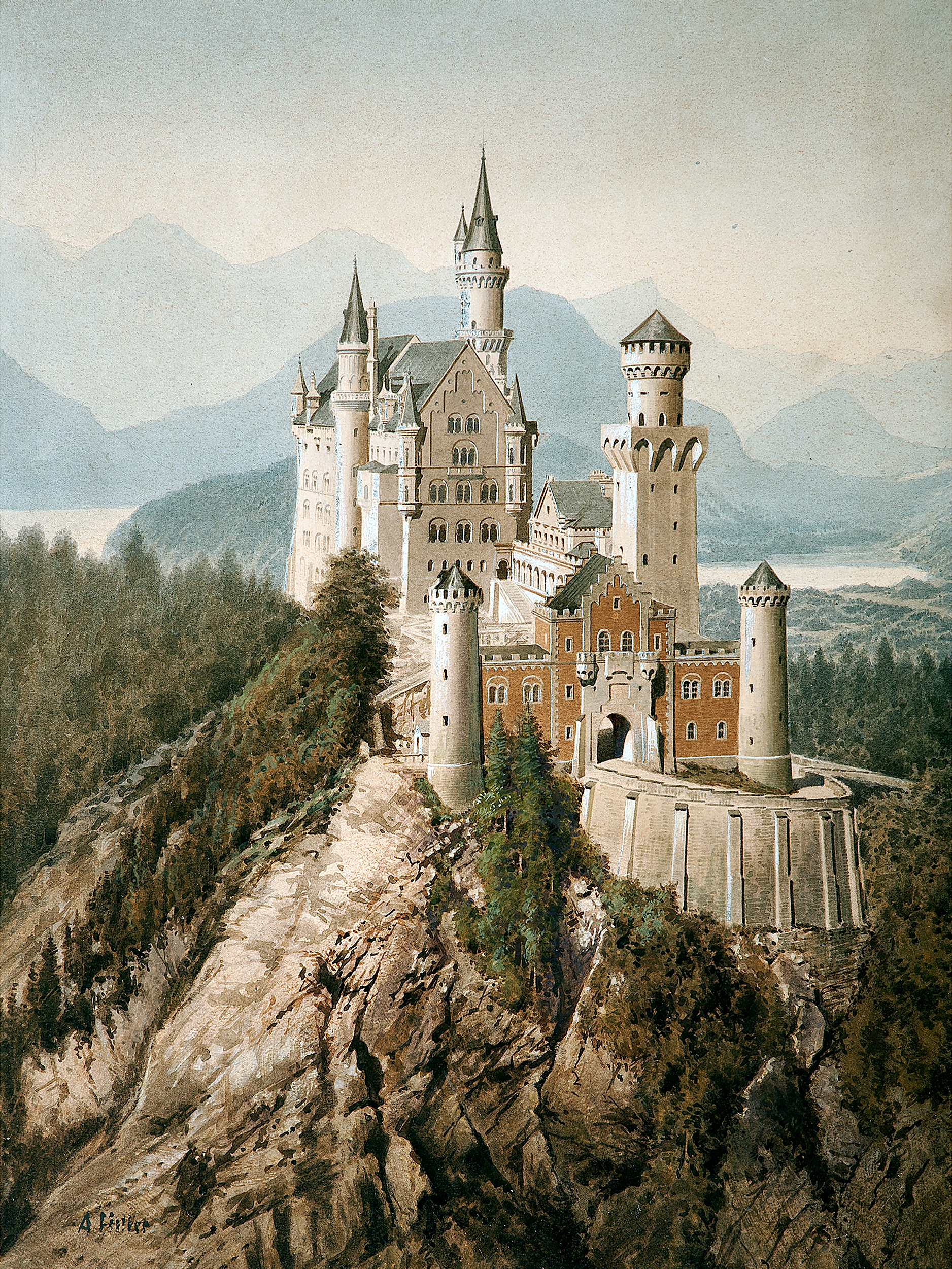
希特勒於1907年的畫作

希特勒的童年很不愉快，目前有歷史學家指出，在小時候，希特勒曾遭到学校同学的霸凌，這段「童年陰影」促使希特勒产生後來強烈的報復思想，儘管他很爱他的家人。虽然他曾学习过绘画，但在中学时期他学习成绩非常差，尤其是法语，在他的所有学科中，只有繪畫一門是「優」等。因此，他未毕业就退学了。他的父亲于1895年退休，1903年1月3日去世，死于胸膜出血。紧接着母亲1907年12月21日死于乳癌。父母双亡之后，他的生活日益窘迫，他搬到维也纳曾经两次报考维也纳美术学院，但都被以「不适合绘画」为由被拒绝录取。他不得不流浪到街头行乞，靠卖画为生，有时被雇佣来扫雪地、扛行李。在希特勒的畫家生涯中，大部份希特勒畫作的買家，如塞繆爾·莫根施特恩，皆為猶太人，其中莫根施特恩的一名客戶、一個名叫約瑟夫·法因戈爾德的律師，更買入了希特勒一系列畫作。之后因为奧匈帝國这个他憎恨的多民族国家的征兵，他不想與他視為低等的猶太人、斯拉夫人一起軍中服役。於是他逃到慕尼黑，但因没有職業亦没有靠山，使其身無一技而前途暗淡，唯有從軍（以營為家）一途可換得溫飽，而這也正符合他對德意志國的嚮往。
希特勒早在中学时就接触了狂热的民族主义思想，来到维也纳之后又阅读了大量宣传“种族优越”思想的书籍，这致使他更加地沉溺于这种思想中。他发誓要「为德国复兴而奋斗」。在1925年出版的自傳《我的奮鬥》中，他表露了他對日耳曼民族優越性的確信、對猶太民族的仇恨，並且為日後走上极端民族主義道路埋下了伏筆。然而一些人指出，由於希特勒在維也納時期與塞繆爾·莫根施特恩等猶太人之間的良好關係，且塞繆爾·莫根施特恩等人不可能給希特勒對猶太人的負面印象之故，因此維也納時期的希特勒，可能並無強烈的反猶主義的想法；此外，根據奥地利猶太裔畫框商人雅各布·阿爾滕貝格的說法，他從未聽到過希特勒講過反猶言論。

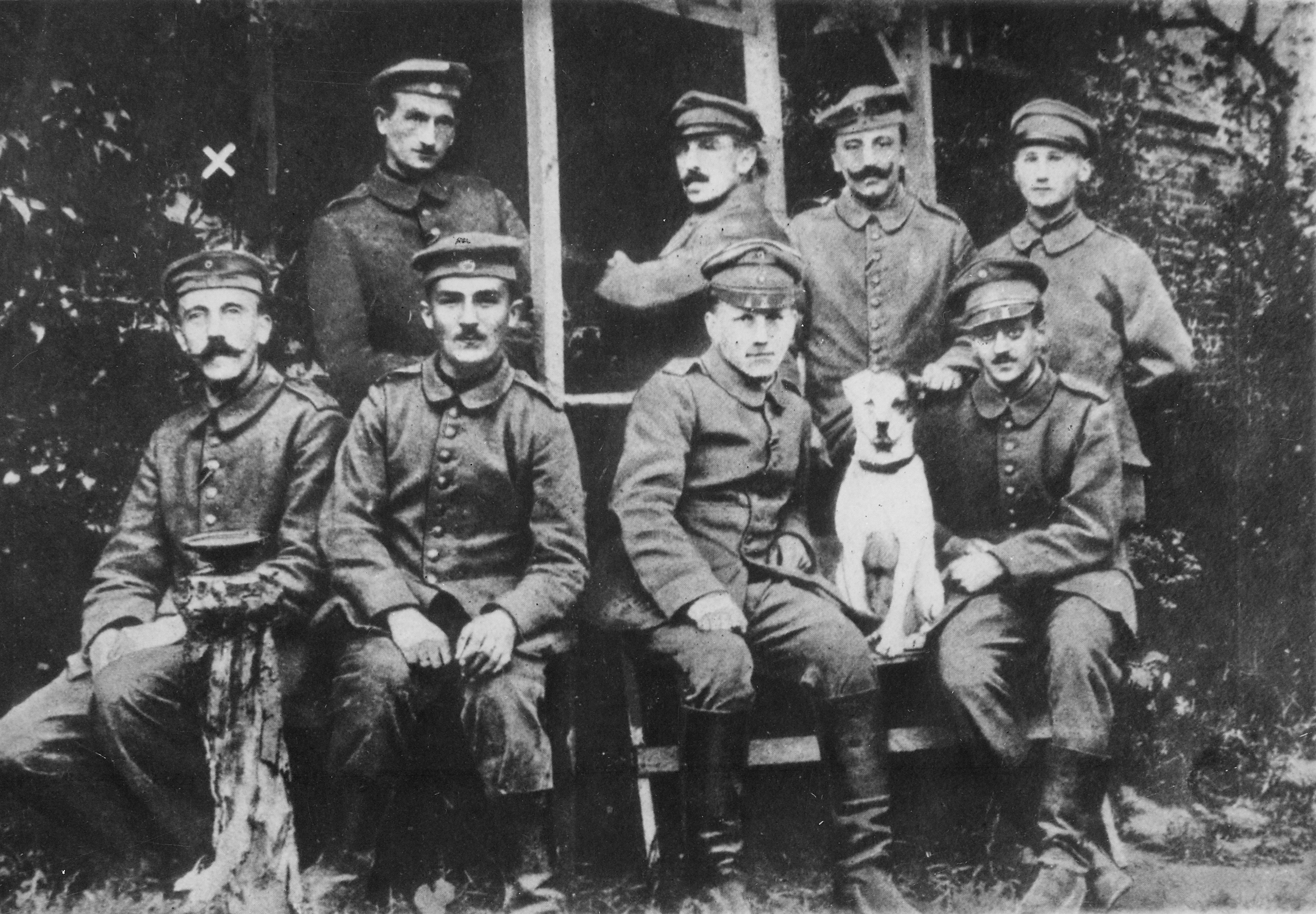
希特勒曾作為軍人參與第一次世界大戰。（最左）

### 第一次世界大戰
奥地利政府在战争爆发前要求在慕尼黑逗留的希特勒回国参军，希特勒回国后故意装病没通过体检，之后返回巴伐利亚。第一次世界大战刚爆发时，希特勒自愿参加了德国巴伐利亚预备步兵团第16团，在西线与法軍及英軍作战，先後參與了第一次伊普雷斯戰役、索姆河戰役、阿拉斯戰役與帕森达勒战役。1917年，他由「传令兵」晋升为上等兵，并因作战勇敢获得一枚「一级铁十字勳章」和一枚「二级铁十字勳章」（前者在士兵和士官阶层中获得者相当稀少）。曾与他在一个部队的士兵说他在军中不爱与人交谈，收到的信件寥寥无几。
希特勒在1916年索姆河戰役時，大腿或腹股沟受了傷，在1917年3月返回戰場。1918年10月15日，希特勒遭芥子氣攻擊而短暫失明，在此养伤期间，德意志第二帝國向协约国宣布投降。

## 進入政界

### 加入納粹黨

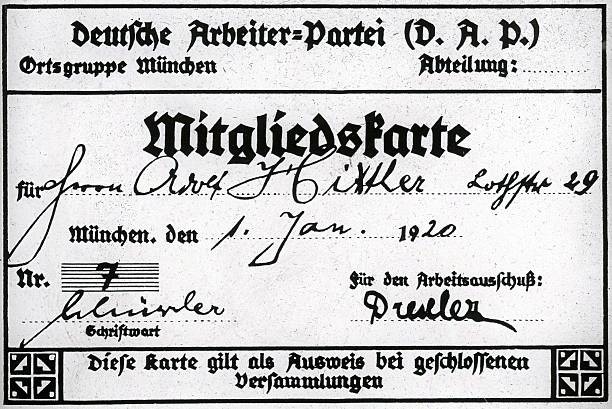
希特勒的德国工人党黨證 (Note: 至於希特勒的納粹黨黨證編號為555（其實他是第55位加入的，加上500是為了使當時的納粹黨人數看起來較多），之後編號變小以強調希特勒是創黨黨員之一（希特勒后来伪造的编号为7的德国工人党党员证）。)

战后，由于德国陆军一方面要避免共产主义思想在军队中蔓延，一方面又对如雨后春笋成立的各种新政党颇有兴趣，于是成立了一个调查局。当时希特勒是德国军队中的一名下士，希特勒因为这个调查局符合他的反共理念而应征并获得录用。1919年9月12日，被调查局派去监视德国工人党在一间名叫「斯特内克」酒馆的集会。在执行任务旁听德国工人党会议的时候，希特勒起身痛斥一个鼓吹巴伐利亚分离运动者是中了犹太人“要把德国分裂成两个国家”的奸计，德国工人党领袖德莱克斯勒对此演说印象深刻并邀请了希特勒入党。
希特勒本來要自己成立政黨，但希特勒考虑后，离开了军队，并接受德国工人党的邀请在同年九月份入党。在他入党的时候并没有什么编号和证件。到了1920年第一次给党员编号的时候，按照姓名字母顺序，希特勒拿到编号555的党员证。事实上为了让大家以为党员多，他们是从501开始编号的。不久后希特勒成为主席团委员。
1921年，他正式取代德萊克斯勒出任党首，并正式将党名更名为“民族社会主义德国工人党”（通称纳粹党），并雇佣了一批打手成立了纳粹党的武装力量冲锋队。
在慕尼黑大学，他对被遣返战俘的演说，其演说才能让教授与战俘们同样地留下深刻印象。

### 啤酒馆政变

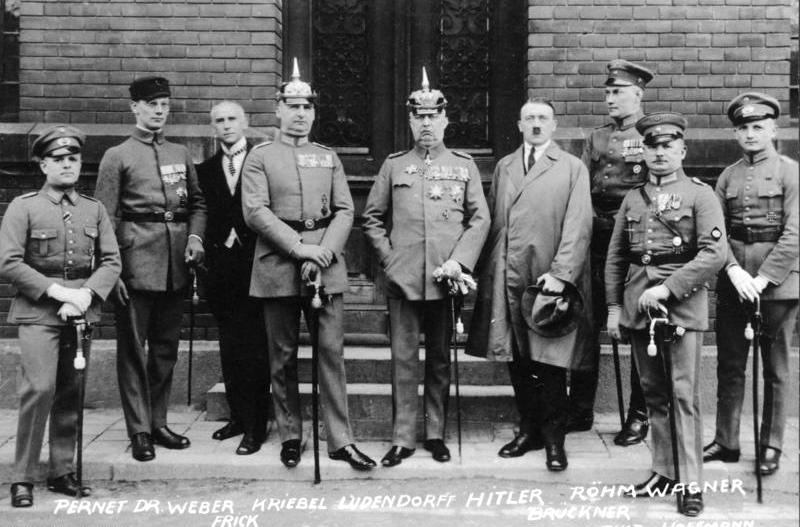
1924年合照

希特勒獲得更多支持後，他決定利用魯登道夫的影響力發動政變，仿效意大利国家法西斯黨領袖墨索里尼向羅馬進軍炮製“出征柏林”。希特勒與魯登道夫得到巴伐利亞邦總理卡爾與軍隊及警察的主要人物的暗中支持，當時有份政治海報上寫說：魯登道夫、希特勒及巴伐利亞軍警高層謀劃建立新政府。1923年11月8日，希特勒與衝鋒隊突襲了由卡爾在慕尼黑最大的啤酒館主辦的公眾會議，希特勒宣佈他將與魯登道夫成立一新政府並以槍要脅卡爾及當地軍事機構共同摧毀柏林當局。卡爾撤回他的支持並趁機逃離並開始反抗希特勒。隔日，希特勒與他的支持者至啤酒館示威遊行至巴伐利亞邦戰爭部以推翻巴伐利亞政府作為出征柏林的開始，但警方驅遂了他們，在此當中，16名納粹黨員死亡。
希特勒逃離至漢夫丹格的家並考慮輕生，但他很快以叛國罪被捕，羅森堡因而成為臨時的纳粹黨領導人。在審判過程中，希特勒的演講使他的人氣升高，轉變成為舉國皆知的人物。1924年4月1日，希特勒被判5年有期徒刑在蘭茲堡監獄服刑。在服刑期間受到獄警友善的對待及收到許多仰慕者的信件。1924年12月12日巴伐利亞邦最高法院的指令駁回檢察官對希特勒提早獲釋的抗議，使希特勒獲得假釋並在12月20日出獄。包含重審的時間，希特勒僅服刑約一年的時間。

### 撰写著作《我的奮鬥》
在蘭茲堡監獄的時間，希特勒以口述而其副手赫斯手寫完成了《我的奮鬥》上篇。其後則向一神秘組織“图勒协会”成員埃卡特口述完成自傳及其思想闡述。該書分別在1925年及1926年出版各一冊，至1934年的銷售量為24萬本，而至二戰結束，約有千萬本被售出或發出。
希特勒花了幾年躲避自該書版稅而來的稅金，共欠約405500马克（約今日六百萬歐元）。希特勒成為總理後，其逃稅之追討被擱置。
《我的奮鬥》著作權被巴伐利亞主張擁有至2015年12月31日。該書在現今德國的出版僅限於學術研究與已加註評論版本。

### 重建納粹黨
希特勒釋放以后，德國的政經情形有了改善，这阻礙了希特勒煸動暴動奪權的機會。即使啤酒館暴動讓希特勒受到舉國的關注，但納粹黨的主要根據地仍一直在慕尼黑。
納粹黨及其他相關組織因啤酒館暴動的關係在巴伐利亞邦被禁止，希特勒以日後只用合法手段取得政治權力說服巴伐利亞總理赫尔德解除對納粹黨的禁令。雖然禁令在1925年2月16日被解除，但因為希特勒激動的演說使公共演講有了新的禁令，自希特勒公開演講被禁後，他任命了1924年被選為國會議員的格里哥·斯特拉瑟為纳粹黨的組織機構部長，授權他在德國北部組織新的黨部，其弟奧托·斯特拉瑟及戈培爾的加入，主導另一條路線，在黨綱內強調社會主義元素，這使得高莱特西北协会成為黨內的反對派，影響希特勒威信，但1926年的巴姆堡會議中被希特勒鬥垮，在此之中，戈培爾加入希特勒的一方。
在此次黨內危機之後，希特勒更加集中黨的權力於己身，並将領袖原則確立為纳粹黨的基本原則。

## 崛起
| 日期          | 投票率 | 得票       | 百份比 | 國會議席 | 背景                                                                        |
| ------------- | ------ | ---------- | ------ | -------- | --------------------------------------------------------------------------- |
| 1924年5月4日  | 77.4%  | 1,918,300  | 6.5    | 32       | 希特勒被監禁                                                                |
| 1924年12月7日 | 78.8%  | 907,300    | 3.0    | 14       | 希特勒出獄                                                                  |
| 1928年5月20日 | 75.6%  | 810,100    | 2.6    | 12       |                                                                             |
| 1930年9月14日 | 82.0%  | 6,409,600  | 18.3   | 107      | 經濟大蕭條後                                                                |
| 1932年7月31日 | 84.1%  | 13,745,800 | 37.4   | 230      | 1932年德國總統選舉以及总统任命保守盟友帕彭取代海因里希·布吕宁成为总理       |
| 1932年11月6日 | 80.58% | 11,737,000 | 33.1   | 196      | 重新選舉                                                                    |
| 1933年3月5日  | 88.74% | 17,277,000 | 43.9   | 288      | 希特勒成為總理 《国会纵火法令》为保护性拘留德共和社民党支持者提供了法理依据 |

### 布呂寧時期

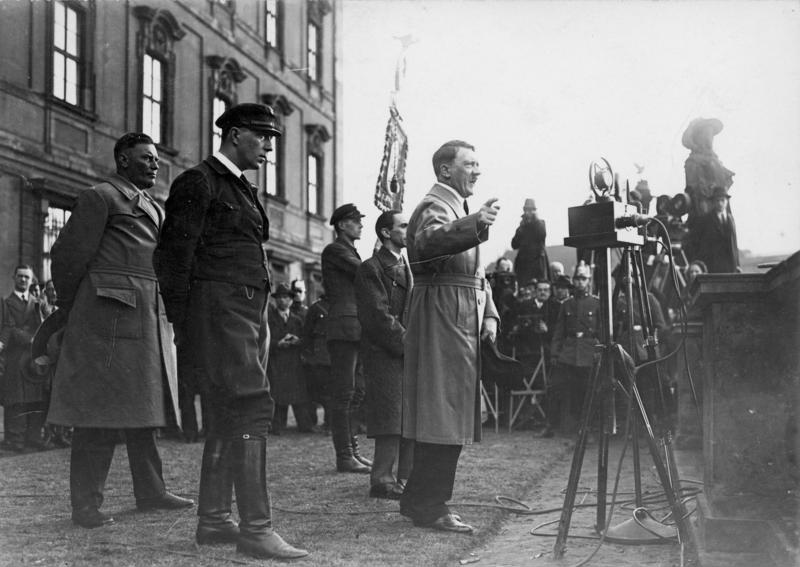
希特勒於競選期間發表演說

1930年，德國在經濟大恐慌中遭受致命打擊，这一年也是希特勒的政治生涯的轉折點。同年選舉使得納粹黨在國會的席次在由12席，至1930年9月大選獲得107席，成為國會的第二大黨。在獲得了國會前所未有的支持下，1932年希特勒打算參選總統。同年1月26日的杜塞尔多夫，希特勒在工業家俱樂部的演講中没有提到反犹主义，反而以刨析经济形势为主轴，主张建立集权、激活并扩张市场，影響了一部分工業家。雖然希特勒自1913年離開奧地利，但他至今仍非德國公民，也因此無法參選。同年2月，有納粹黨參與的布伦瑞克自由邦政府迪特里希·克拉格斯任命希特勒為布伦瑞克驻柏林的代表处职员並因此在1932年2月25日取得布伦瑞克邦的公民權，在之後幾天，其它邦也給予他公民權，如此一來便自動擁有了德國公民權並能讓他參選總統。在兩輪選舉中，希特勒皆得到約35%的第二高票，但都敗給總統興登堡，雖然競選失敗，但其實他仍有其它替代路線可以獲得政治權力。

### 帕彭與施萊謝爾時期
1932年6月，總統興登堡任命保守右派的帕彭為新一任總理，但帕彭在國會僅獲得德國國家人民黨的支持，而在1932年7月的德國國會選舉中，納粹黨獲得230個席次成為國會第一大黨。帕彭知道內閣繼續執政必須得到納粹黨的支持，因而企圖說服希特勒答應接受副總理此職位，希特勒認為自己適合總理一職，但遭到興登堡的拒絕。
而後對帕彭內閣的不信任案獲得84%國會議員的支持。11月國會重新選舉，納粹黨流失了部份選票但仍為德國國會第一大黨。
帕彭建議興登堡解散國會以無限期推遲國會選舉，起初興登堡答應了他，但之後失去施萊謝爾與軍方的支持，于是興登堡改由施萊謝爾接任總理。施萊謝爾想利用格里哥來分裂納粹黨，但並不成功。隨後，施萊謝爾又遭逢倒閣危機，建議興登堡動用緊急命令解散國會来推遲國會選舉，但興登堡並沒答應。

### 成為總理

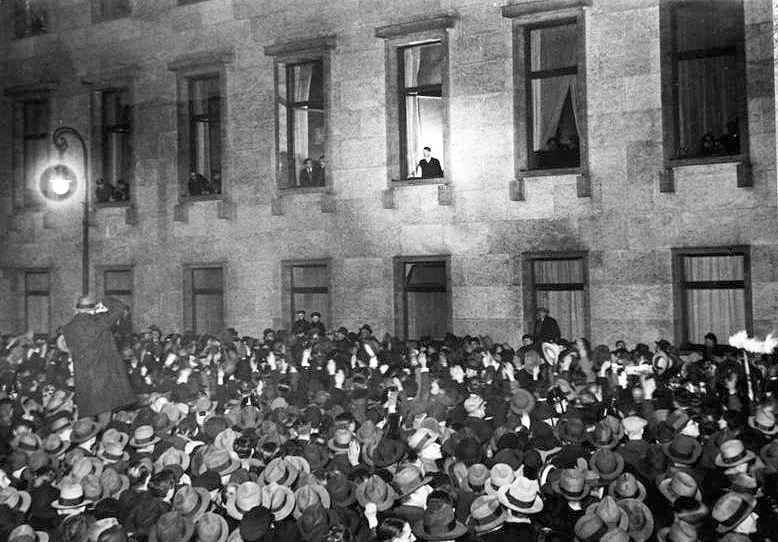
希特勒成為德國總理的首日在窗邊向支持者致意

帕彭為了向政敵施萊謝爾報仇，與右翼國家人民黨黨魁胡根貝格、沙赫特和梯森等德國企業家共同籌劃一個陰謀，他們在經濟上資助了負荷着龐大的選舉费用并且濒临破產的納粹黨（未過半的國會第一大黨），而企業家積極向興登堡說服任命希特勒（時任黨魁）為總理。最後興登堡同意任命希特勒為總理，由納粹黨與國家人民黨共組聯合內閣。帕彭為副總理，胡根貝格為經濟部長，弗利克為內政部長及戈林為不管部部長等。1933年1月30日在興登堡總統辦公室，希特勒以簡單的儀式宣誓成為德國總理。

#### 國會縱火案與授權法案

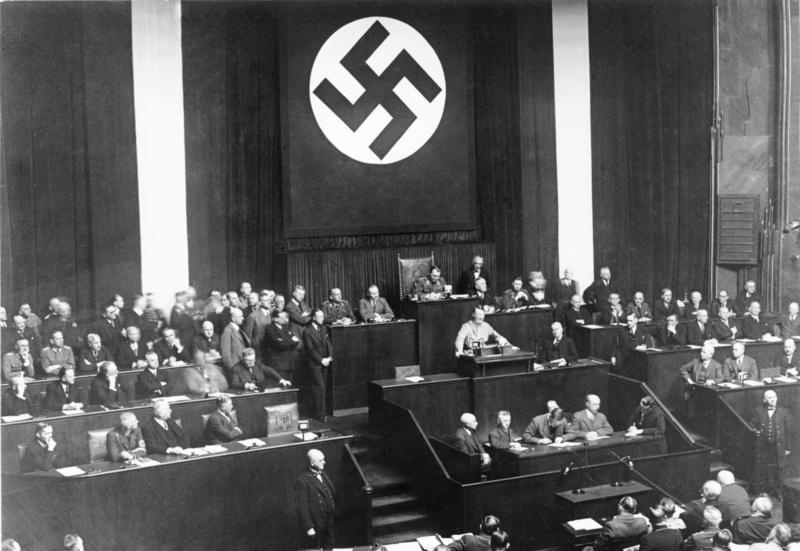
1933年3月，希特勒對於授權法案在國會演說

雖然希特勒成為總理，但納粹黨在國會裏並不是絕對多數，并且受到左翼反對黨的阻擾，于是希特勒說服興登堡解散國會重新選舉，選舉預定在1933年3月初。2月20日，希特勒在密谈中得到实业家团体对其支持的承诺。
但在2月27日，國會大廈被縱火，荷蘭人马里纳斯·范德吕伯被指控为肇事者，翌年1月被执行死刑。隔日，《保护人民和国家的帝国总统令》通過，以该命令为由，德共领袖被逮捕，动员冲锋队将全国所有德共党部占领并禁止了德共党员参加3月初的国会选举。同时，配合2月4日颁布的《保护德意志人民的帝国总统令》对左翼出版的压制，這場火也被渲染為是在德国共产党及德国社民党指使下所为。纳粹党使用武裝部隊的暴力、反共恐共情結以及利用國家機器作宣傳赢得了44%的席位（國會議席依得票比例分配），联合德國国家人民党成為國會裡的絕對多數。
希特勒在3月15日選举後的內閣會議中提出授權法案（可使內閣獲得法律上允許的四年權力）的概想，納粹黨想利用授權法案取得完全的政治權力，而不用必須擁有國會的絕對多數且不須與執政聯盟中的其它黨談條件。被称为波茨坦日的3月21日举行的活动标志着希特勒通过将其政权与传统主义相联系取得了保守派和君主主义者的信任。3月24日，《授權法》获得通过。

#### 長刀之夜
希特勒無法控制衝鋒隊在街頭的暴力，這影響了他的權力，使他打算除去衝鋒隊及其領導者羅姆；同時他想挑起國防軍高層對衝鋒隊的害怕及厭惡，特別是在羅姆企圖把國防軍納入其領導的衝鋒隊之下之後。最後，希特勒清算並消除了攻擊其政權的政敵，特別是忠於副總理帕彭的人馬。在1934年6月30日至7月2日進行清算期間至少有85人死亡，雖然最後的死亡人數已达幾百個。超過一千名反對者被逮捕，大部分參與行動的是黨衛隊及秘密国家警察，此次行動加強並鞏固了國防軍對希特勒的支持。
1934年8月2日，總統兴登堡病逝，然而在此之后並未舉辦總統選舉，取而代之的是由希特勒內閣通過的一項将總統職權暫時中止並轉授予總理的法案。这项法案使希特勒成為元首，他也成為德國武裝力量的最高統帥，德國所有官兵向希特勒宣誓效忠。8月19日，此法案在德國全民公投中獲得89%的選民認同，但違反了威瑪憲法與授權法案，該憲法規定由最高法院院長代理總統直至下次選舉，至於授權法案特別規定希特勒不得利用任何方法侵奪總統職權；然而當時已無人能反對他，希特勒正式實行獨裁統治。

## 元首时期

希特勒宣傳肖像

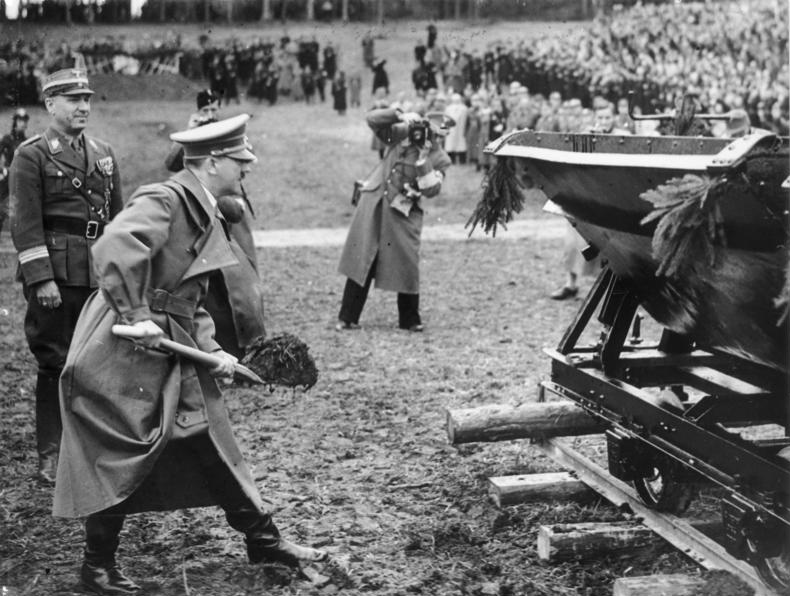
1938年希特勒出席高速公路開工典禮

在执政期间，希特勒把军队和教会之外的所有政治社会机构都「納粹化」，废止威玛共和国體制，并解散国会，取缔其他一切政党和团体，並打壓異見者，例如德国社民党党员、德共党员，宣布纳粹党和德国合为一体，开始了一黨專政。在纳粹德国初期阶段，他的经济措施使得德国经济走出第一次世界大战后的陰影，也因此获得底层民众的支持。希特勒承诺让德国每一户人家的餐桌上有牛奶与面包，而且他的承诺在纳粹德国初期（1938年）已实现了，從而使更多人拥护希特勒。對他不滿的評論，一般是針對二戰爆發後他对德國的國策。

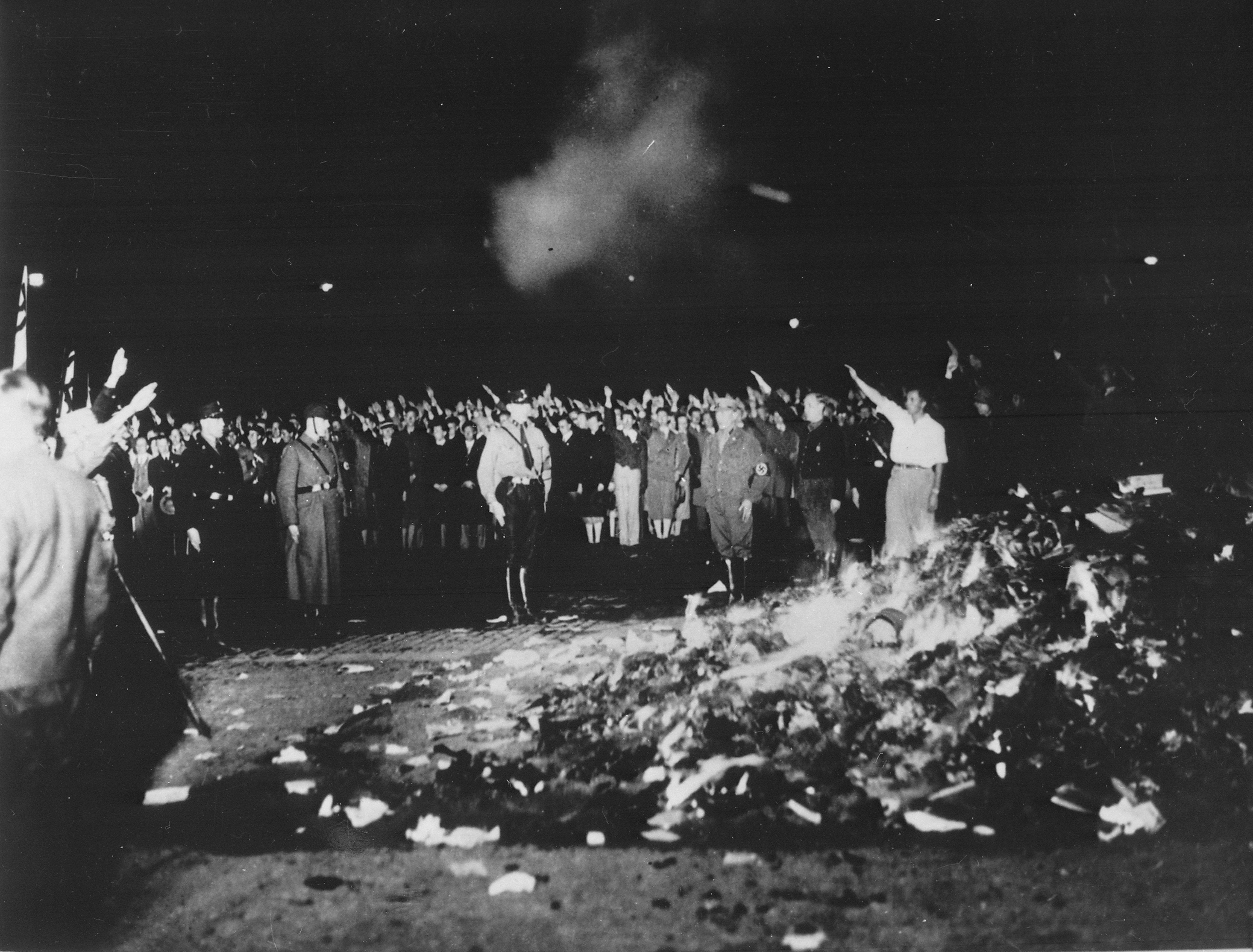
1933年5月11日，纳粹德國學生在柏林的中央大道焚烧猶太人的著作和書籍

納粹的政策鼓勵婦女生育並留在家中。在1934年9月的對國家社會主義婦女組織的演講中，希特勒認為「德國女性的世界是丈夫、家人、孩子以及家園。」希特勒監督了德國歷史上最大的建設工程，水壩、高速公路、鐵路及其他。然而這些並未對威瑪時期的大量失業有具體成效，薪資略有減少，但生活费用比二战前增加了25%。
希特勒政府还贊助建立巨大宏偉的建築，與國家首席建築師施佩爾確立希特勒對德國古典文化的重新見解。1936年柏林夏季奧林匹克運動會由希特勒開幕。希特勒也給予过大众1型轿车一些設計點子。

### 猶太人大屠殺
優生學在德國得到全面的推展，以经济理由將不具生產力的人口以各种方法處理掉，以阻止他们繁衍後代，並要求每個國民都必须保持強健的體魄。纳粹希望通過人擇的此舉，實現其創造一個優等民族的夢想，這樣的優秀種族是不容有病弱者的。早期德國國會便通过了對各种遺傳病病患以及嚴重酗酒者進行外科绝育的法案。1933年7月14日，納粹政府在德國推行《防止具有遺傳性疾病後代法》，將數十萬名有遺傳性疾病的人強制絕育。該法詳細列出要針對的一系列遺傳性病患，其中有先天性智障、遺傳性癲癇、精神分裂、遺傳性失明或耳聾、嚴重遺傳性身體畸形，還有酗酒。同年十一月在另一項法律中又强调對「傷風敗俗者」的處理，規定要對罪犯、妓女、妨害治安者強制绝育。生理残疾的儿童因此成为T-4行动最早的受害者。
纳粹德國對犹太人的迫害始於1939年。1939年至1945年間，黨衛隊在傀儡政權及佔領下的領土有系統地屠殺了1100萬至1400萬人，除了極少數免於此難。包含在集中營、猶太區的600萬猶太人，除了毒氣、許多人死於飢餓與疾病，或死於過度勞動。除了猶太人外，還包括部份波蘭人、吉普賽人、赤色分子、異議份子、抵抗組織、同性戀、肢體障礙者、智能障礙者、精神病患者及蘇聯戰俘、耶和華見證人信徒及基督復臨派信徒等。最大的屠殺中心是奧斯維辛集中營。
據知希特勒從無巡視集中營及公開談論屠殺的明確詞語。猶太人問題最終解決方案是由納粹領導高層希姆萊與海德里希在實行計劃中扮演關鍵角色。雖無希特勒授權大屠殺的明確命令文件，但已有文件表示他批准了在波蘭及蘇聯的別動隊指示，且瞭解他們的行動。為了使最終解決方案更有統合性的實行，在1942年1月20日柏林附近舉行萬湖會議，十五位官員舉會，由海德里希領導，艾希曼負責會議記錄和資料準備。會議記錄提供了大屠殺最明確的證據。

### 東方主義

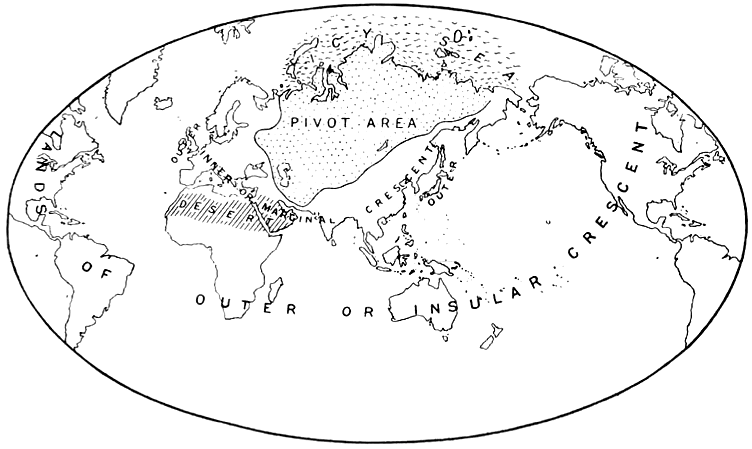
1904年英國地理學家麥金德的「世界島」地缘政治理論，東歐、中亞至西伯利亚一帶是世界的核心

1933年2月3日，與德軍領導階層會晤，希特勒提到：「將征服東方的『生存空間』並加之以無情的『德意志化』」，作為其終極的對外目標。1933年3月，主要論述由時任外交部次長伯恩哈德·威廉·冯·比洛所提出，包含德奧合併、恢復1914年時的邊界、反對凡爾賽和約第五部分、拿回失去的殖民地及德國在東歐的勢力範圍。
1930年代，在希特勒的「和平演說」中，他強調政策的和平目標與有意在國際條約下運作。1933年首次內閣會議，希特勒使軍費開支超出失業救濟的花費。在1933年10月，希特勒決定退出國際聯盟及世界裁軍會議，外交部長紐賴特表示法國的國防需要將成為德國外交的主要絆腳石。
1935年3月，希特勒拒絕凡爾賽和約第五部分，將德國軍隊擴大至60萬人（六倍於凡爾賽和約所定的數量），包括新成立的空軍及擴增的海軍。虽然英、法以及國際聯盟对此予以譴責，卻未採取任何實際行動。
1935年6月18日，英德海軍協定的簽署，允許德國海軍的總噸位為英國海軍的45%。希特勒說到「這是他生命中最快樂的一天」，他相信這是德英聯盟的開始。該協定簽署前並未知會法、義兩國，又撇開國際聯盟的運作，且明文簽定破壞了凡爾賽和約的規定。

### 進軍萊茵河非軍事區
1936年1月，希特勒已計劃在1937年指示德軍進駐莱茵河沿岸非军事区，1935年，法蘇兩國剛簽定法蘇互助條約對德國形成夾擊之勢；而義大利正忙於第二次義大利衣索比亞戰爭，無法顧及霍爾-賴伐爾協定所定的斯特雷薩陣線，希特勒將計劃提早1936年3月，另外1935年至1936年德國的經濟處於危機之中，故須有對外政策轉移焦點。

### 干涉西班牙內戰
1936年7月，西班牙將軍、西班牙長槍黨領袖佛朗哥請求德、意兩國援助西班牙國民軍，希特勒允諾並指示了三個主要的軍事行動干涉西班牙內戰。同月下旬，希特勒批准了“集中射击”行動，他調動20架三引擎Ju-52運輸機與6架護航機和85位德國飛行員搭上烏薩拉莫號以及調派德國軍隊駐紮在西班牙及摩洛哥等地。9月下旬，希特勒又再次發動奧圖行動，運送了超过24台的輕坦克、高射炮及無線電設備。德國指揮官舍勒更將Ju-52運輸機改造為轟炸機。至同年10月前，已有大約600至800名德國士兵在西班牙，希特勒最大一次也是最後的行動則是禿鷹軍團。最初在1936年11月，希特勒運送了3500人的軍隊參與戰鬥又提供92架戰機給西班牙國民軍，禿鷹軍團的行動直至1939年5月西班牙內戰結束，佛朗哥取得政權，實行軍事獨裁統治。

### 德奧合併

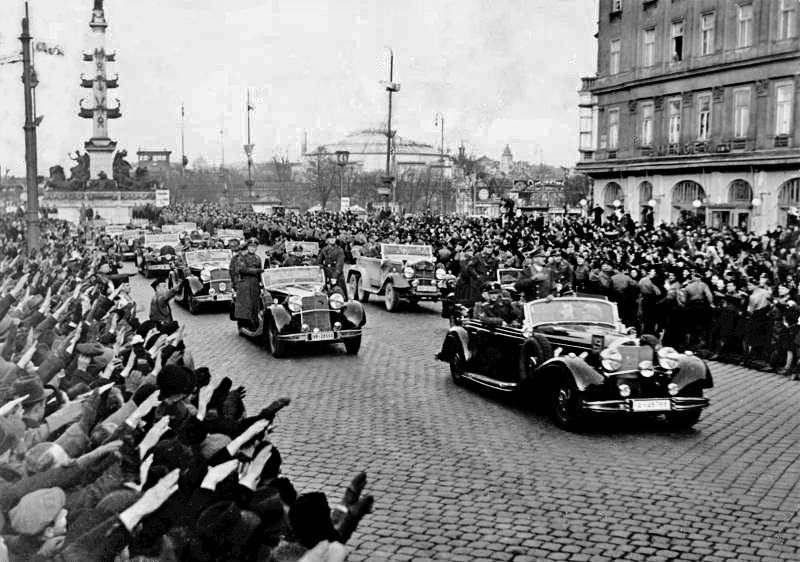
1938年德奧合併後，希特勒進入維也納

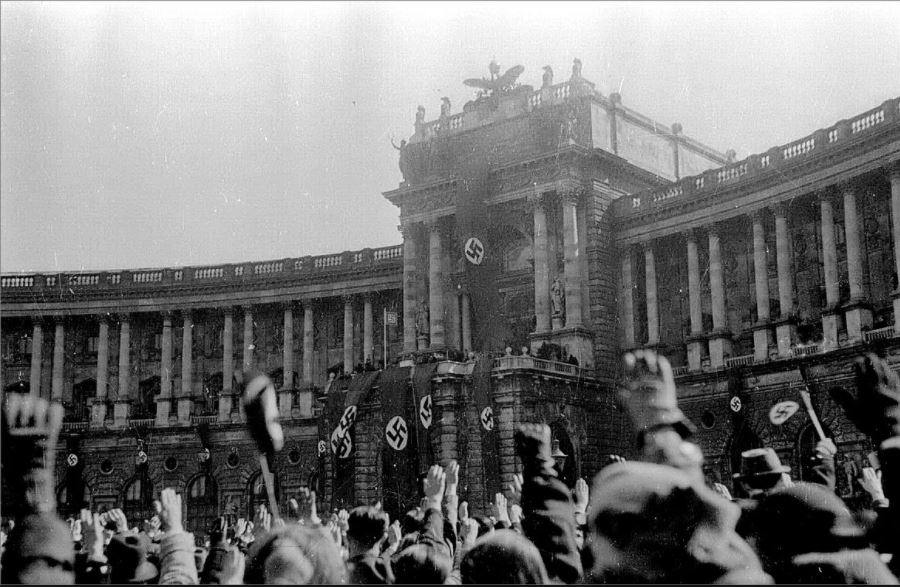
1938年奥地利

希特勒認為所有德意志民族應置於一个共同國家的統治之下，而德奧合併也是希特勒向外擴張領土的第一步。
19世紀，德國尚未統一前所提出的大德意志因普奧兩強相爭及奧匈帝國為多民族國家難以實現，一戰後的《凡爾賽條約》也確定了德國必須要使奧地利保持獨立。
1938年初，希特勒鞏固了自己的內部權力後，便準備對外實行長期性領土的擴張。奧地利總理許士尼格迫於德國的壓力，在2月12日於德國貝希特斯加登與希特勒會面，被要求開放對政黨的限制、給予完全政黨自由並釋放被關的納粹黨員及讓他們參與政府，否則將採取軍事行動。許士尼格被迫答應並讓奧地利納粹黨領袖賽斯-英夸特等人加入內閣。許士尼格只得以公民投票挽救危局，該公投投票年齡門檻設定為24歲以排除較贊同納粹的年輕人。3月10日，希特勒宣稱這是一場騙局且德國不會承認。3月11日，希特勒對許士尼格發佈最後通牒，無論有無回應，希特勒已命令軍隊準備進入奧地利。許士尼格最後向國外求援，但英法皆無任何動作，當天晚上他辭去了總理一職。最初奧地利總統米克拉斯拒絕任命賽斯-英夸特為新一任總理，但在維也納的納粹黨人開始攻佔且囚禁政府官員时，米克拉斯只得任命賽斯-英夸特為總理。3月12日，德國軍隊跨越德奧邊界，14日成功進入維也納。隔日，希特勒進入維也納并受到奧地利人的歡迎，宣佈「這個德意志人的古老土地将成為德國最新的一部份」。

### 吞并捷克斯洛伐克
併吞同為德意志人的奧地利成功後，希特勒對準了以德裔為主的捷克斯洛伐克蘇台德地區。1938年3月3日，英國駐德大使與希特勒會談表明英國主張以國際聯合開發非洲殖民地換取德國承諾不發動戰爭以擴張領土，但希特勒對東歐德國人的「生存空間」比聯合開發更感興趣，並認為德國在一戰後所失去的非洲殖民地应回歸德國而非聯合開發，因而拒絕了英國主張。希特勒對於英國企圖以非洲領土強加德國在歐洲不利相當惱火。希特勒最後表明他寧可用20年等待前殖民地回歸也不同意英國換取和平的條件並終止了此次會議。

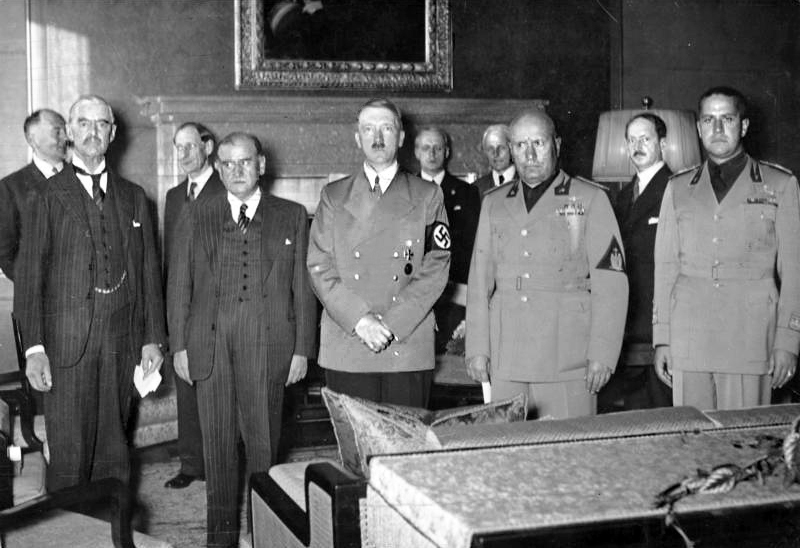
慕尼黑會議。 (Note: 英國首相張伯倫、法國總理達拉第、德國元首希特勒與意大利總理墨索里尼)

1938年3月28、29日，希特勒在柏林密會了在蘇台德區的德裔政黨「家鄉前線黨」，同意以不被布拉格當局所實行的蘇台德區自治為理由換取德軍的侵略。1938年4月，向匈牙利外交部長表明，「不管捷克政府同意與否，他會一直提出更高的要求。他認為只有從事破壞行動才能使捷克政府加速垮台。」有人認為，希特勒不覺得蘇台德區的議題有什麼重要性，只是為了有入侵捷克斯洛伐克的藉口。
希特勒計劃在捷克邊境建造大量軍事建築物，鼓動蘇台德人暴動，最後以家鄉前線黨與捷克當局的糾紛作為侵略理由，以快速的數天內的軍事行動在其他國家介入前取得捷克斯洛伐克，希特勒要求德軍盡可能在秋天到來前將德國西面國境的齊格菲防線完成，並將侵略行動選定在1938年9月底或10月初。
1938年4月，希特勒命令國防軍最高統帥部開始謀劃侵略捷克斯洛伐克的綠色方案。在戰爭似乎即將爆發時，英國首相張伯倫開始向希特勒會談蘇台德區問題。1938年9月，英国、法国、德国与意大利在德国慕尼黑签定关于捷克斯洛伐克割让领土苏台德区给德国的《慕尼黑协定》。德軍不費任何力氣越過了德捷邊境，整個捷克斯洛伐克赤裸的暴露在德國大軍之前。1939年3月，希特勒邀請捷克斯洛伐克總統哈克前往柏林會談，希特勒刻意的拖延，終於在15日凌晨會見並告訴哈克德軍幾小時後將侵略捷克。清晨四時，哈克被迫將捷克交給希特勒治理。同日早上进军并侵占捷克斯洛伐克全境，希特勒抵達布拉格。英國首相張伯倫大為吃驚並開始防止希特勒之後的擴張行為。

## 第二次世界大戰

### 軸心國的形成
1936年10月25日德国和義大利达成协调外交政策的同盟条约，建立柏林－罗马轴心。並與日本於1936年11月25日签署反共产国际协定，次年義大利于11月6日加入該协定。

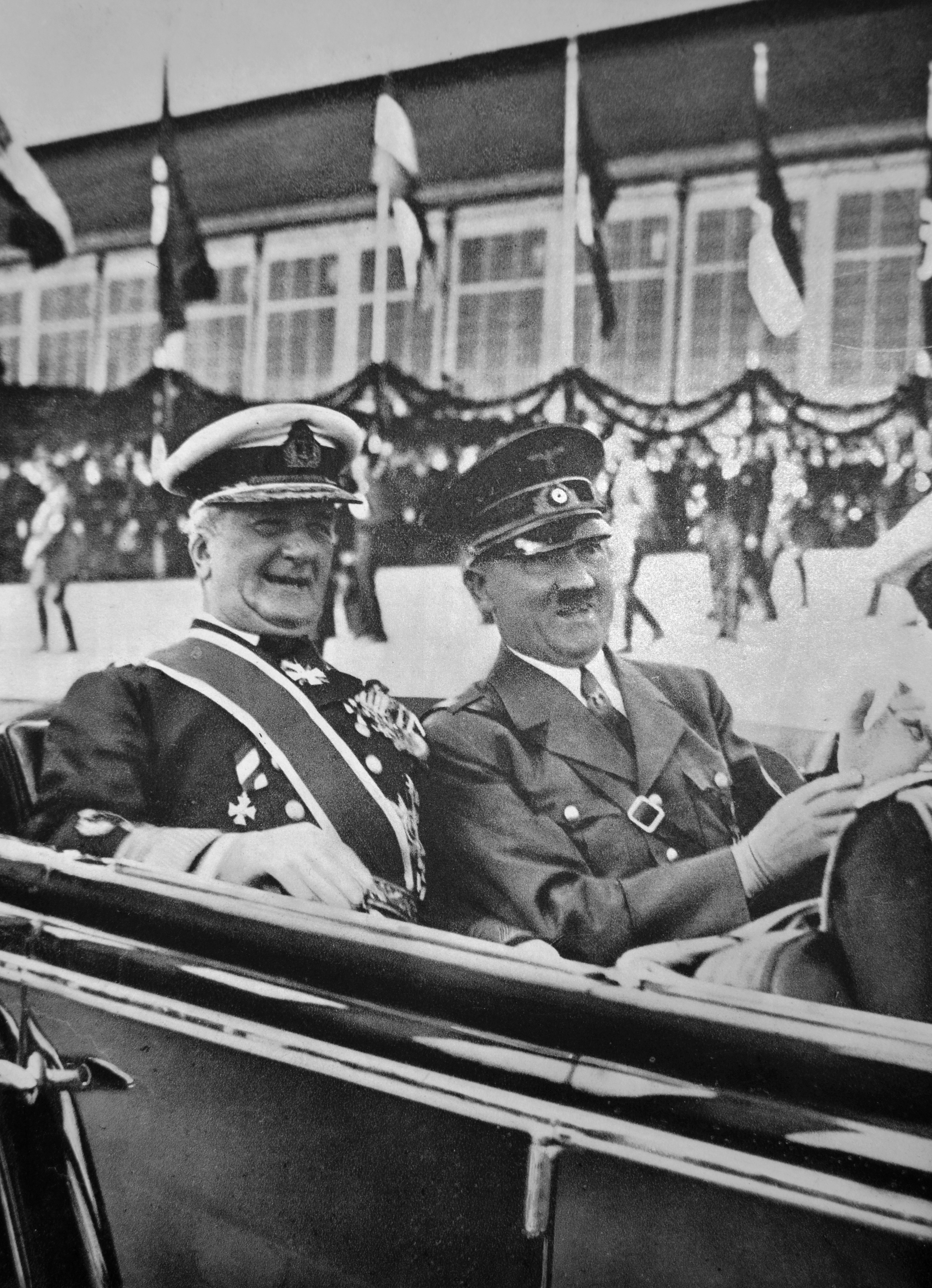
1938年，希特勒與匈牙利摄政王霍爾蒂

1938年2月希特勒必須解決遠東外交困境，在中國抗日戰爭中，選擇持續與中國自1910年代建立的中德關係或與日本結合新聯盟。在當時的軍隊強烈支持與中華民國（國民政府）持續友好關係，中德關係獲得外交部長紐賴特與戰爭部長勃洛姆堡的支持，他們試著利用外交政策使歐洲遠離戰爭。但兩人在1938年初期則被希特勒解職，希特勒任命里賓特洛甫為新任外交部長，他支持與日本建立軍事同盟，繼而希特勒終止了中德關係，選擇了軍事上較現代化、較強大的日本。在之後的德國議會中，希特勒宣佈承認日本所扶持的滿洲國并聲明放棄一戰戰敗在太平洋所失去被日本取得的殖民地。希特勒命令終止德國一切對中國的物資與人力上的援助，而中國的國民政府軍事委員會委員長蔣中正取消了中德經濟協定作為報復，德國失去了自中國而來的軍需原料，僅能從開放市場取得有限的貨物。1939年5月22日與義大利签订「鋼鐵條約」。1940年9月24日在德國柏林，希特勒、義大利外長齊亞諾及日本駐德大使来栖三郎簽署《三國同盟條約》，象徵二戰軸心國的確立。
戰前，希特勒為改善德波關係，簽定《德波互不侵犯條約》，意圖藉此減弱法國與波蘭的合作關係，甚至曾想拉波蘭加入反共產國際協定以對抗蘇聯；但另一方面，希特勒又想收回一次大戰德國所失去的領土（特別是分隔東普魯士的波蘭走廊及但澤，希特勒曾說這是「凡爾賽條約中最醜惡的部份」），並利用德國民族主義「解放」這些領土。1938年希特勒想在德國本土與東普魯士之間建立公路，但遭波蘭拒絕。在併吞捷克斯洛伐克後，波蘭人懷疑希特勒的企圖。另外在1939年3月31日英國反應德國併吞捷克斯洛伐克的行為，宣布英法將支持並保證波蘭、比利時、羅馬尼亞、希臘及土耳其的獨立。4月6日英國與波蘭簽軍事協定。4月28日希特勒廢除德波互不侵犯條約及英德海軍協定。1939年初雖然希特勒已計劃用軍事行動來解決與波蘭的領土糾紛，但为避免入侵波蘭將苏联卷入战争並导致德国两线作战，8月23日指派里賓特洛甫前往莫斯科與苏共中央总书记史達林会晤並簽定蘇德互不侵犯條約，與蘇聯共謀瓜分東歐。而8月25日波蘭分別與英國、法國簽定共同防禦的軍事聯盟。同時希特勒命令黨衛隊全国领袖希姆萊製造入侵波蘭的藉口，最後於9月1日發動戰爭，德軍大量集中使用裝甲部隊和空軍，很快地就擊潰尚未動員完成的波軍，此類迅速而獲得勝利的戰爭形式被美國《時代雜誌》記者稱作「閃擊戰」。在發動進攻後的第3天，英、法兩國對德宣戰，此事完全出乎希特勒意料，當德軍主力部隊於東線戰鬥時，西線面對英法兩軍的部隊僅有對方的一半，但盟軍並未發動大規模攻勢，僅法國發動薩爾攻勢以作為支持波蘭的象徵性行動。在波蘭戰役結束後，約有半年時間無大規模戰事而這段時間被稱為假戰。
1939年10月德國海軍總司令雷德爾元帥與希特勒討論將挪威拿下，作為海軍基地的可能，也可藉此與英國對抗，但陸、空軍對此不感興趣，而希特勒則注目在陸上行動如低地三國。1939年12月由於發生奧克拉馬號事件，英國有可能搶先佔領挪威、切斷德國戰爭機械必備的鐵礦礦源，於是希特勒下令國防軍最高統帥部準備入侵挪威計劃，並打敗盟軍佔領該地。
1939年11月8日，希特勒在慕尼黑險遭刺殺。

1940年6月23日，德軍攻下巴黎九天後，德國元首希特勒（中）與建築師斯佩爾（左）和雕刻家布雷克（右）攝於艾菲尔铁塔前

1940年春，德军仅用6周时间打败英法联军，占领丹麦和挪威。希特勒原先希望在英法的默許下，快速完成侵略以恢復和平。希特勒打算先以西線為東線戰事的先前步驟，以避免一戰時德國兩線作戰。1939年10月10日英國拒絕希特勒的求和，12日法國跟進。而德軍開始準備作戰計劃，隔年5月开始进攻法国，并相继攻下荷兰、卢森堡和比利时。6月4日英军被迫从敦刻尔克向英国撤退。6月14日巴黎沦陷。法國国家元首貝當用廣播向法國人民表明他將向德國提出停戰協議。希特勒選擇了1918年時德國向法國投降的貢比涅作協議的簽署地，6月22日法国与德国签订了《德法停战协定》，法国投降。
希特勒原本希望英國能夠對其談和，並允許它保留帝國，在宣稱「理智的呼籲」下，邱吉爾斷然拒絕談和。希特勒才開始準備入侵英倫三島的海狮行动，但英國所具有的海上優勢過於強大，遠非德國所及，必須先取得制空權才有可能，希特勒於是命令德国议会议长戈林發動不列颠空战，但一直無法取得決定性戰果，在一次偶然下，德軍所投擲的炸彈炸到了英國市區，英軍也施以報復性空襲，而後戈林的戰略從消滅敵人戰鬥機的有生力量轉為对英国境内包括伦敦、考文垂在内的各大城市进行轰炸，意圖瓦解其作戰意志，但因為空軍損失慘重而失敗。隨著時間過去，英軍的戰鬥機部隊數量已達到高峰，加上秋季的到來使得海況不佳，德軍已無實施入侵的可能，希特勒宣佈海獅計畫無限期推延。
盟友意大利總理墨索里尼欲重建羅馬帝國，故著眼於地中海的希臘與北非，1940年8月8日決定入侵受英國保護的埃及，之後在盟軍的羅盤行動遭受嚴重打擊，1941年春德國發動向日葵行動以援助義大利。另外義大利在1940年10月在未告知德國情形下發動了對希臘的戰事，並且在希臘-義大利戰爭受到挫敗。11月4日希特勒得知英軍已進駐希臘所屬的克里特島及米科諾斯島後，決定介入希臘戰事以瓦解英國在地中海的勢力。1941年3月27日南斯拉夫王國親德派政府被親英派政變成功，希特勒召集緊急會議，於4月6日對希臘與南斯拉夫發動進攻，巴爾幹戰役的發生推遲了日後巴巴羅薩行動的發動時間。

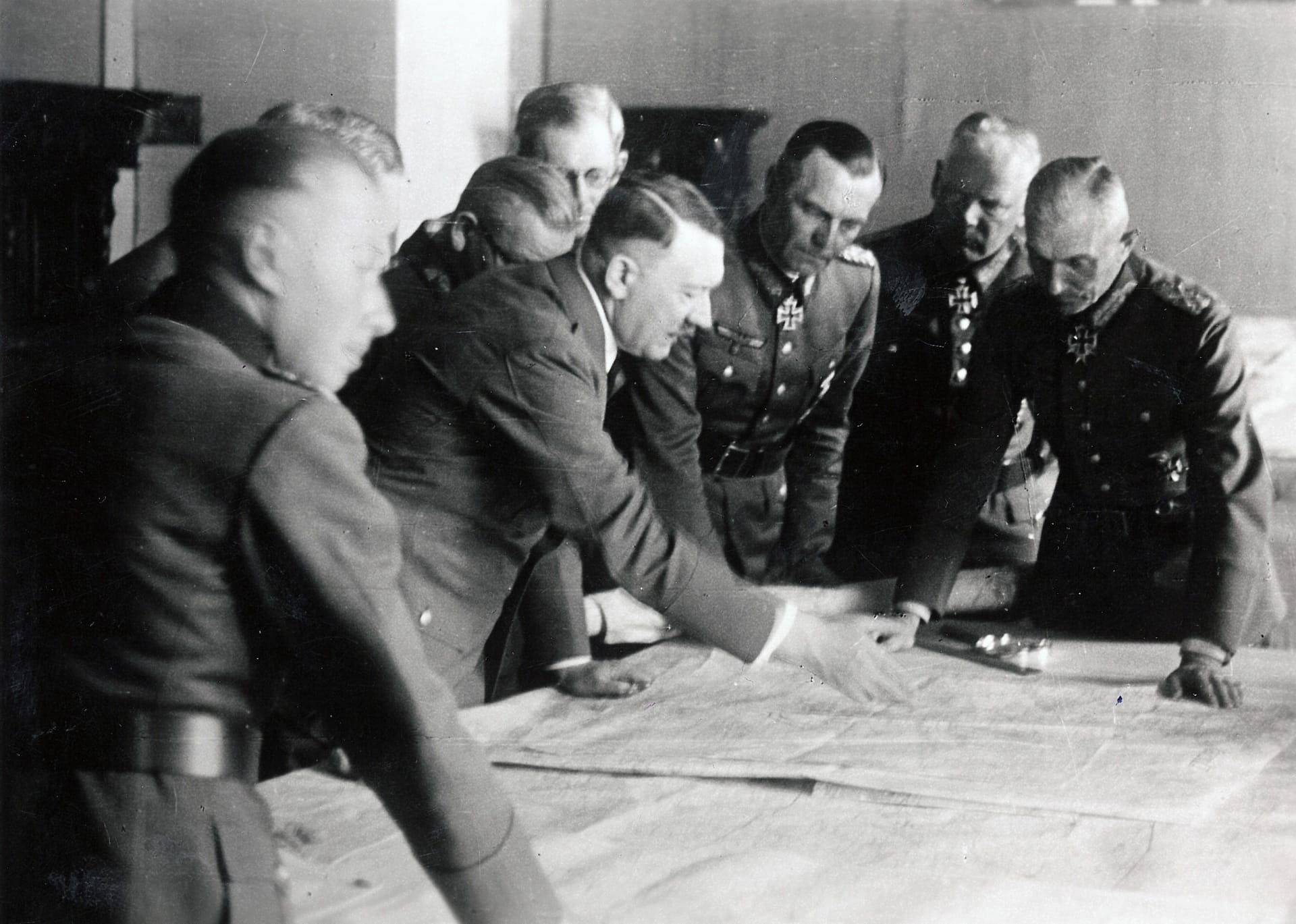
1942年，希特勒指揮作戰計畫

1941年6月22日300万德军在希特勒的授意下越过苏德边界进军苏联，发动了规模空前的苏德战争。希特勒曾妄图在6至8周内打败苏联。战争开始时德军连连获胜，并迅速深入苏联内部。1941年12月2日德國入侵蘇聯達到了高峰，離首都莫斯科僅餘24公里，莫斯科保卫战粉碎了希特勒的闪击战术，之後蘇聯軍隊將德軍擊退超過320公里。1941年12月7日珍珠港事件爆发，美国对日本宣战，4天後希特勒向美国宣战。

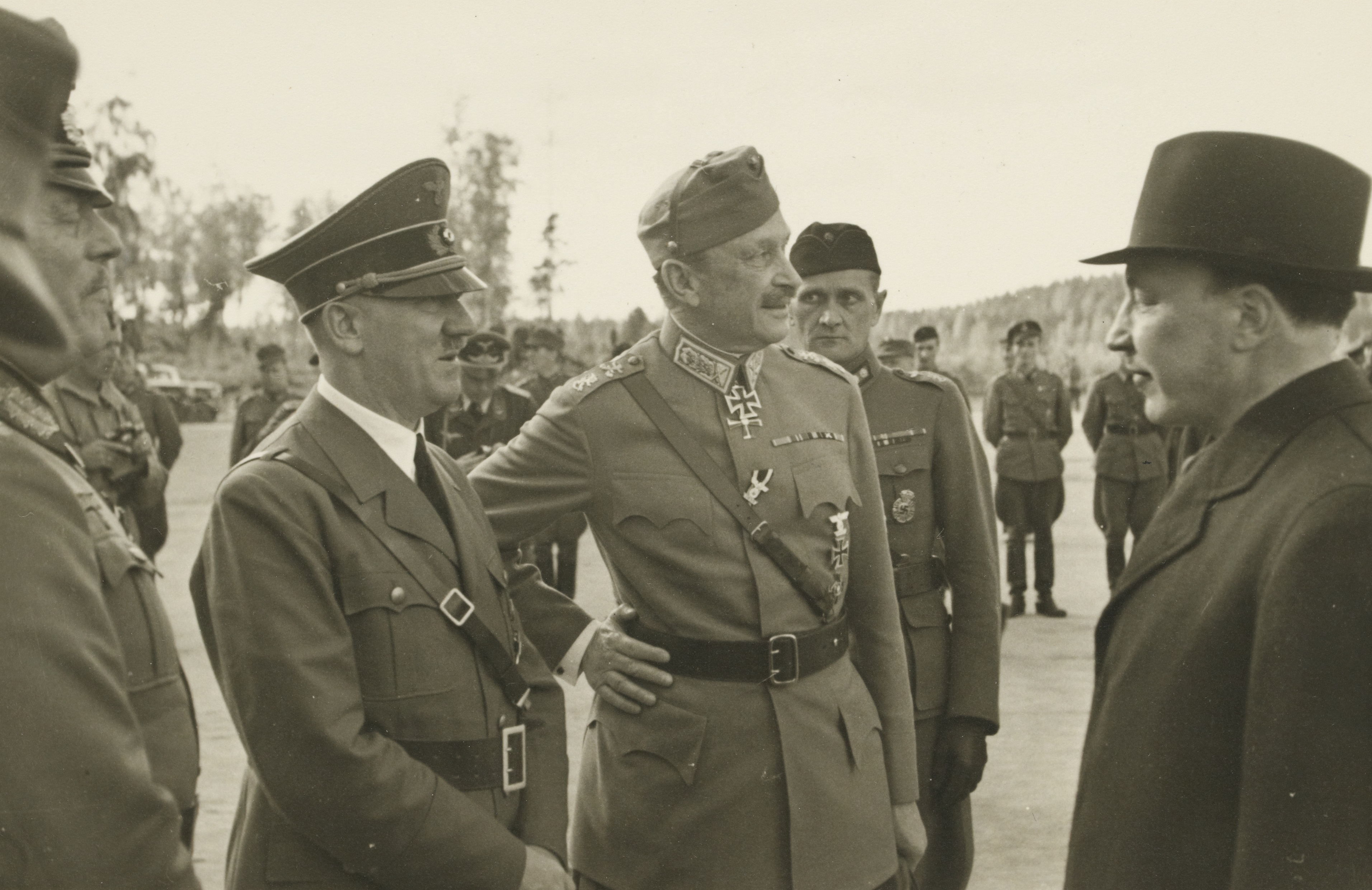
1942年，希特勒與芬蘭總統呂蒂、芬兰国防军总司令曼納海姆男爵會談

1942年底到1943年初共有22个德軍師團在斯大林格勒战役中被全歼，同时英国将领蒙哥马利在阿拉曼战役中也取得胜利。1943年盟軍登入義大利西西里島，法西斯政权倒台，墨索里尼被軟禁，希特勒命令特種部隊成功營救，並在北意大利扶持墨索里尼建立意大利社會共和國。1943年夏天苏德戰爭局勢逆转，苏联发动了大反攻。
1944年6月英美盟军在諾曼第登陆，开辟了欧洲第二战场。同盟国军队很快在各个战场转入全面反攻，德军则节节败退。
1944年底於東方戰線的蘇聯紅軍已將德軍擊退回中歐。在西方戰線的突出部之役作戰失敗，希特勒認知到德國大勢已去，但拒絕德軍撤退。他仍對與英、美和談保持希望，在美國總統羅斯福逝世後更為加強。1944年之後战场的急剧变化，使得一些德国国防军军官试图以刺杀希特勒，发动政变的方式，寻求对德国最有利的结局。1944年7月20日希特勒在狼穴召开军事会议，史陶芬堡上校以开会的机会，偷偷放置了一枚定时炸弹，是為7月20日密謀案。炸弹爆炸時因巧合未能直接杀死希特勒，但对他的神经和听力造成了巨大影响，而密谋案也因此失败，希特勒发动了大清洗，超過4,900人因涉案而被審判有罪並被處以極刑。此后希特勒的身体每况日下，並對國防軍更加的不信任，如1944年底希姆萊擔任上萊因集團軍總司令及1945年卡爾滕布倫納擔任南德武裝力量總司令等，將不諳戰事的黨衛隊高官擔任指揮官。

## 飲彈自杀

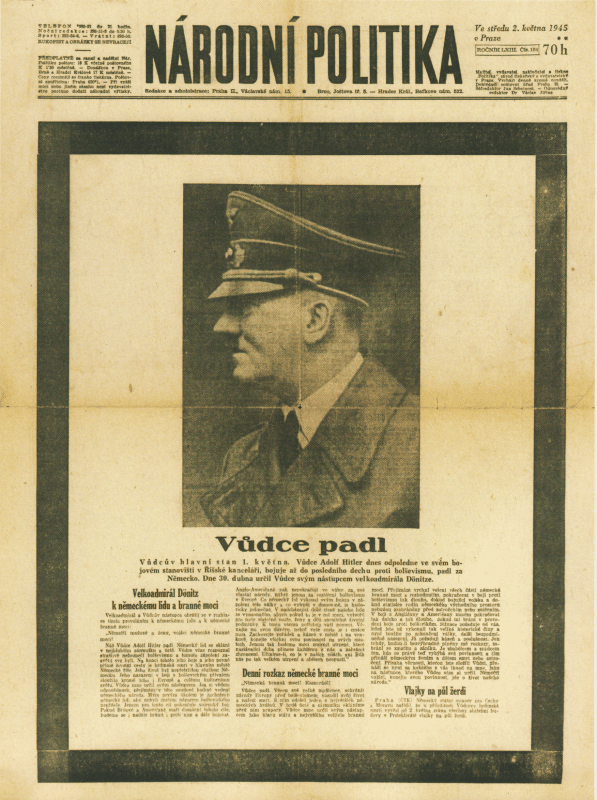
捷克文报纸刊登希特勒的死讯

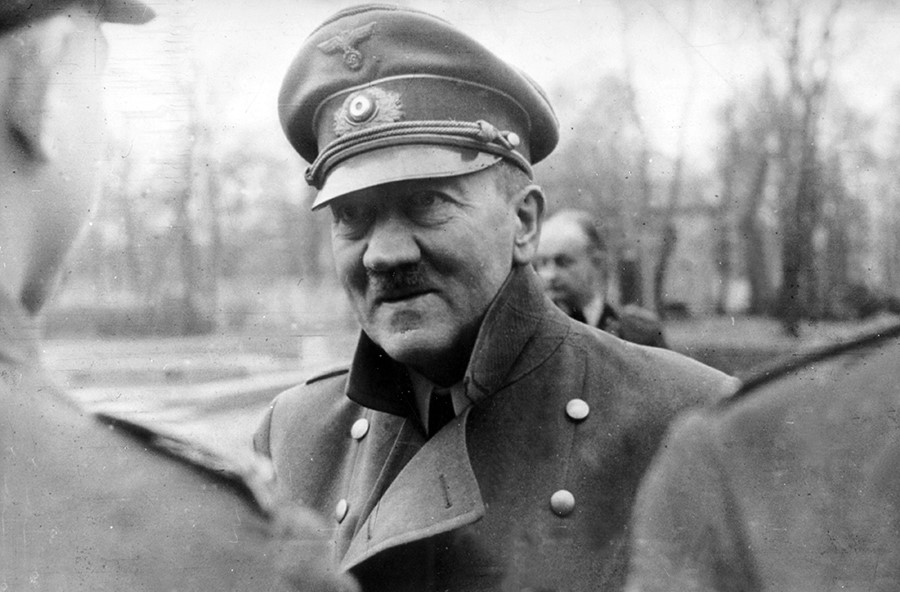
希特勒在帝國總理府元首地堡外面檢閲希特拉青年團（1945年4月20日）

1945年4月28日，苏联红军攻入柏林市区。希特勒宣布海军元帅邓尼茨为元首继承人，宣传部长戈培尔为总理继承人，党务部长鲍曼為纳粹党党首继承人，并下令逮捕不忠的戈林和希姆莱，之前他还枪毙了爱娃·布劳恩的妹夫、企图叛逃的卫队长费格莱因。4月29日，希特勒与爱娃举行婚礼。4月30日15时30分，希特勒用一支7.62毫米手枪從自己的太陽穴開槍自杀，享年五十六歲。而爱娃则服氰化钾自尽。1945年5月8日夜，德国正式投降，德国战败。蘇聯士兵在希特勒藏身的地下掩體附近發現了疑似希特勒的屍體。一說，後經由法醫、專家及相關證據確認為希特勒的屍體。另一說希特勒屍體下落不明，有歷史學家質疑希特勒自戕說为德軍杜撰。2000年，俄羅斯公開聲稱是蘇聯特工在元首地堡找到的希特勒頭骨，但經美國考古學家貝蘭托尼檢驗後，證明該頭骨屬於女性，實屬造假。
俄羅斯聯邦安全局的首席檔案主管克里斯托弗洛夫將軍在2009年12月7日接受俄國国际文传电讯社訪問時，首次證實依據現存的機密文件顯示：前蘇聯克格勃的主管安德罗波夫（后担任苏联最高苏维埃主席团主席），徵得前蘇聯領導層的同意，以最高機密下令執行代號「档案」行動，銷毀希特勒、其妻爱娃，以及德國总理戈培爾全家人的遺體，以免其遺體葬身處成為納粹支持者朝拜的聖地。希特勒等人的遺體在1945年5月2及5日被蘇聯軍隊發現，6月蘇聯軍隊將其埋葬於拉特诺鎮外的森林中；八個月之後，即1946年2月21日，秘密移葬到马格德堡的蘇聯的軍事基地。然而1970年3月，蘇聯決定撤離此軍事基地並移交給前東德的平民機關，此秘密埋葬地點便可能被發現，因此計畫將其遺骨銷毀。此项秘密行動，由駐在馬格德堡的KGB人員於1970年4月4日執行，將其遺體自墓穴中移出，在距離馬格德堡11公里的舍讷贝克鎮外露天焚燒，之後磨成粉末，集中丟入畢德瑞茲河。為證實希特勒的死亡，焚燒所剩希特勒的顎骨，現存於俄國聯邦安全局檔案室，而其頭骨殘骸存於俄國國家檔案室，此外沒有任何遺體殘存於世。
大多数人认为，希特勒在1945年4月30日在柏林开枪自戕，妻子爱娃服用氰化物，死在他身旁。这也是源于希特勒的保镖米施的说法，他是最后离开地堡的德国军人，也是目睹希特勒自戕的人中最后一位离世者。1993年，俄罗斯当局对希特勒之死的官方报告出现改变，声称莫斯科存放着能证明希特勒之死的物证：一个据称沾有希特勒血迹的沙发、希特勒的部分下颚骨，还有一塊头骨。
2018年5月，根據媒體報導，法國有一組研究人員獲得俄羅斯方面授權化驗希特勒牙齒與頭骨碎片，確認希特勒已經於1945年自戕身亡，研判他可能是服食氰化物及開槍雙重自戕。

## 出生地紀念

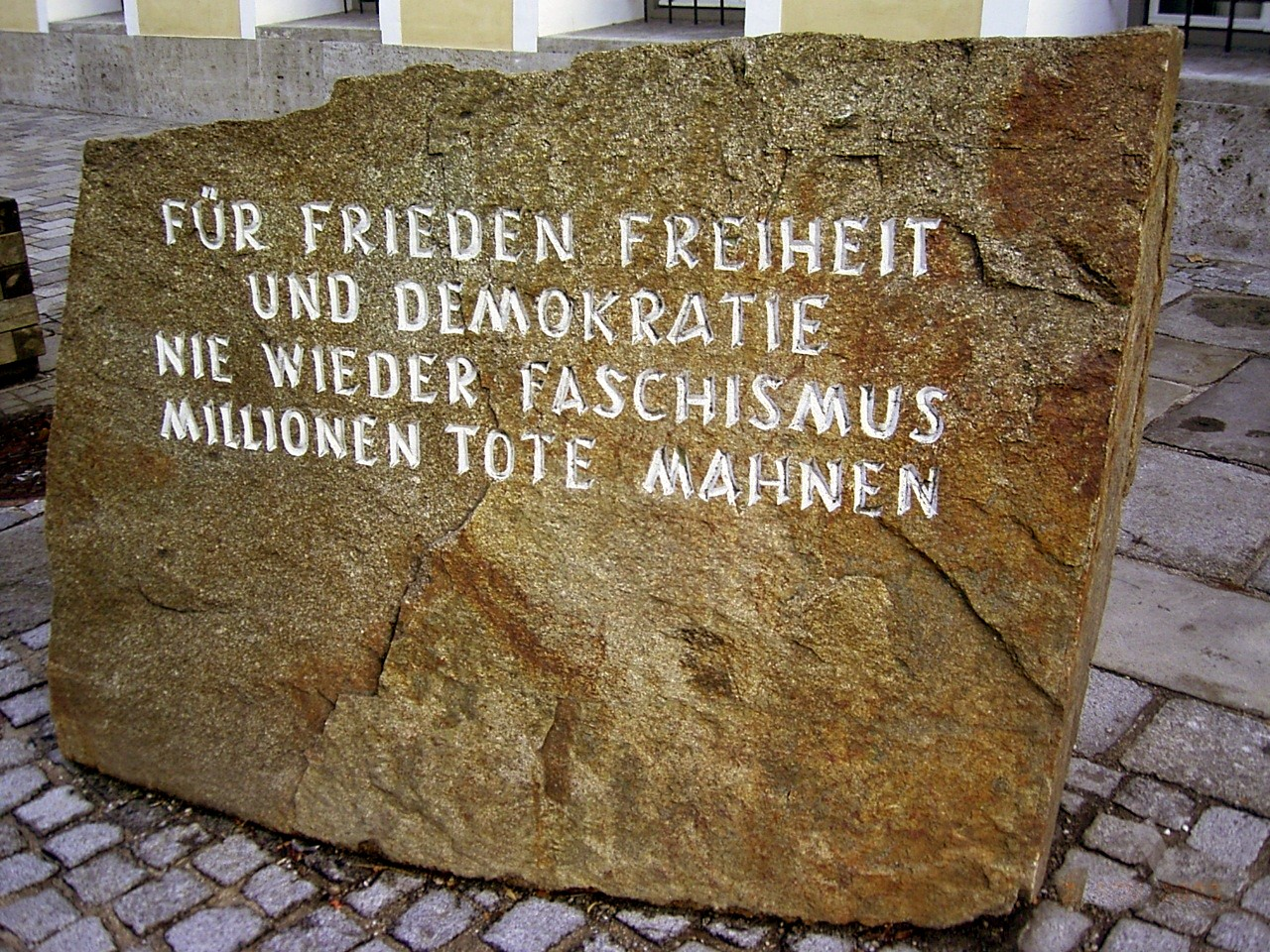
因河畔布勞瑙的石碑

在希特勒的出生地奧地利因河畔布勞瑙有一石碑標記：

-{FÜR FRIEDEN FREIHEIT

UND DEMOKRATIE

NIE WIEDER FASCHISMUS

MILLIONEN TOTE MAHNEN}-

翻译：為了和平、自由與民主，法西斯永不再現，數百萬人的死提醒著我們。

## 神秘主義
一些作家認為希特勒與其他納粹理論者相較，並無堅持秘傳的思想、神秘主義或亞利安秘學，希特勒在著作《我的奮鬥》中嘲弄這些信仰。尽管如此，其他作家相信希特勒年少時受到深刻的影響，特別在他的種族觀點上，如活躍的德意志人優等種族的神秘活動中的具神秘色彩的反猶雜誌《Ostara》，相信該出版商李班費爾斯的主張，並誇獎他的成果。歷史學者對此可信度有不同的看法，古德里克-克拉克認為藍茲的說辭可靠，哈曼公開了問題和柯蕭則是極度懷疑。

## 健康

### 疾病
他被認為曾患有腸躁症、皮膚病、心律不整、亞斯伯格症候群及冰毒成癮。他有牙齒上的問題，他的私人牙醫布拉希克曾表示1933年他曾为希特勒的上颚裝了一個大的牙橋，又於1944年11月10日進行救治嚴重牙疼的感染而切除其部分牙橋的手術，報告另說明其患有鼻竇炎。

#### 心理疾病
在希特勒生前和過世後，都曾有人認為他有躁鬱症、思覺失調症、或心理病態，但他一生中從未親自受過診斷。由於未親自看診，各研究者得出許多不同的結論。

### 飲食
希特勒是個講究健康與自律甚謹的人，在1930年代早期後，他一般的飲料是水、淡茶、牛奶與熱可可液。他基本上不太飲酒，偶飲啤酒，極少飲用烈酒。希特勒大致上遵行素食飲食，雖然偶爾食肉。鮑曼為希特勒在貝格霍夫（今貝希特斯加登）建造一個溫室以確保在戰時提供新鮮蔬菜與水果。
希特勒不吸菸、更是反對他人吸菸。不過值得一提的是，希特勒少年時菸癮相當重，多時一日可抽至四十支菸，後來因覺得太浪費而戒菸。在當政時，希特勒由學者口中得知吸菸對於健康的危害，基於保證國民健康的立場，他提倡禁菸運動。據傳希特勒痛斥過他的情人伊娃暗自抽菸的行徑。他甚至承諾，給他周遭成功戒菸者一隻金錶。根據許多目擊者表示，在希特勒自殺後，竟然有許多軍官、助理及秘書們立刻在元首地堡抽起菸來。

### 誤入毒窟
英國「第四台」電視台曾於2016年12月19日播出一部紀錄片，稱希特勒的私人医生特奧多爾·莫雷爾讓他變成癮君子。該紀錄片的內容基於美軍情報機構一份長達47頁的檔案。看過這些檔案的美國收藏家帕那戈鮑洛斯說，“莫雷爾就是個庸醫和騙人的商人。他是一個沒有執照的獸醫。”片中揭秘希特勒患上憂鬱症，曾服用過包括嗎啡與冰毒在內的74種不同的毒品，以獲得精神愉悅感。他甚至还將毒品當作藥物提供給士兵，用來提神。
1936年，希特勒因胃痙攣向他的私人医生莫雷爾求治。莫雷爾的處方箋中，開了一種治療胃腸道疾病的藥劑，但其中含有毒品，讓希特勒開始上癮。而後，在莫雷爾擔當「希特勒私人醫生」的數年時間裏，莫雷爾給希特拉開了嗎啡、冰毒等多種毒品和興奮劑。為了中和興奮劑藥物效果，莫雷爾又給希特拉開了更多的鎮定劑。隨着時間的推移，希特拉對這些藥物和毒品產生嚴重依賴，並陷入惡性循環。
1943年，希特勒陷入吸毒並難以自拔。當年夏天，希特拉與墨索里尼會面之前吸食了冰毒，引起精神亢奮，導致在會談中咆哮了兩個小時。
1945年4月自殺前，希特勒甚至還注射了一種含冰毒的藥物。

## 性傾向
希特勒曾公開說明，自己身為男人卻無家庭生活，而完全致力於他的政治使命，但他事實上有幾任當時未公開的女友。
他於1920年代有未婚妻莱特，之後1929年，結識了女友與日後成為他妻子的伊娃。他有個關係親密的姪女拉包尔，部分評論人宣稱兩人具有性關係，但並無證據。依托蘭所述，希特勒經常以追求者的方式拜訪拉包尔，並限制她除了與希特勒自己一起外的活動。這三個女性曾自殺（其中兩個人成功），而使希特勒被政敵斯特拉瑟懷疑是個戀物癖，但莱特否認了這些說法。在戰時及戰後的心理學者提供許多對希特勒的性心理解釋，一些理論家聲稱其與英國法西斯主義者米特福德有關係。

## 推翻希特勒的密謀

### 1938年
時任陸軍總司令布勞希奇、前任參謀總長贝克、參謀總長哈爾德、维茨勒本、伯魯克道夫及軍需處長、柏林警察局長等人。他們已約定於1938年9月14日下午8時，乘希特勒返抵柏林時舉事，劫持希特勒。
在他們萬事俱備之後，忽然於舉事前四小時得知，英國首相張伯倫、法國總理達拉第已對德軍入侵捷克一案作出綏靖的重大讓步。希特勒被视为民族英雄，這些德國將軍不希望違背民意，於是終止計畫。

### 1944年
1944年之後，盟軍逐漸佔據優勢，使得一些德国国防军军官试图以刺杀希特勒，发动政变的方式，寻求與英美合作，塑造对德国最有利的结局。1944年7月20日，希特勒在狼穴召开军事会议，施陶芬貝格上校以开会的机会，偷偷放置了一枚定时炸弹，是為7月20日密謀案。炸弹爆炸時，因巧合未能直接杀死希特勒，而密谋案也因此失败，僥倖逃生的希特勒的神经和听力因而嚴重受損，重傷的希特勒發動了大規模的肅清，超過4,900人因涉及此案而被判有罪並遭處決。參加政變的人包括維茨萊本元帥、貝克大將、赫普納大將、格德勒（萊比錫市長）、基爾海姆上校、台爾普神父等等。另外，隆美爾元帥和克魯格元帥都被指牽涉其中，最後兩人被迫自殺。

## 希特勒的著作
- 《我的奮鬥》
- 《第二本書》

## 相关艺术作品

### 小說
- 《高堡奇人》（1962）
- 《希特勒回來了》（2012）

### 電影
- 《大獨裁者》（1940）
- 《老希匪帮》（1944）
- 《攻克柏林》（1949）：由薩維利耶夫飾演。
- 《恩斯特·台爾曼——階級的兒子》（1954）：由迪兹飾演。
- 《最後一幕》（1955）：由斯柯达飾演。
- 《歷史的教訓》（1957）：由亚奇尼斯基饰演
- 《解放系列》（1968~1972）：分別由迪兹和佩特里飾演。
- 《希特勒-德国制造》（1977）
- 《地堡》（1981）：由霍普金斯飾演。
- 《聖戰奇兵》（1989年）：由麥可·謝爾德（英语：Michael Sheard）飾演。
- 《納粹與希特勒（英语：Nazis: The Occult Conspiracy）》（1998）
- 《摩洛神》（1999）：由莫兹戈沃飾演。
- （2004）[102]：由岡茨飾演。
- 《阿道夫叔叔》（2005）
- 《关于希特勒的真正最真实真相》（2007年）
- （2009）：由大衛·巴姆巴（英语：David Bamber）飾演。
- 《惡棍特工》（2009）：由馬丁·烏特克（英语：Martin Wuttke）飾演。
- 《白虎》（2012）
- 《功夫厲》（2015）：由喬瑪·塔科內（英语：Jorma Taccone）飾演。
- 《希特勒回来了》（2015）：改編自2012年同名小說，由奧立佛麥蘇希（英语：Oliver Masucci）飾演。
- 《兔嘲男孩》（2019）：改編自小說《笼中天空》，電影奪得第92屆奧斯卡金像獎最佳改編劇本。由電影導演維迪提親自飾演。（故事中其並非真實希特拉，而是男主角的幻想朋友）

### 電視剧集
- 《希特勒：惡魔的崛起》（2003）[103]：由卡萊爾飾演。
- 《高堡奇人》（2015）：改編自1962年同名小說。
- 《愛x死x機器人》第17集「架空歷史」（2019）

### 話劇
- 《希特勒的肚子》（2011年）

### 引用
1. ↑  Evans, Richard J. . Penguin. 2005: 232  [2021-04-11]. ISBN 978-1-101-04267-0. （原始内容存档于2021-05-23） （英语）.
2. ↑  NS-Archiv, 7 April 1925.
3. ↑  Welle (www.dw.com), Deutsche. . DW.COM.   [2019-07-26]. （原始内容存档于2021-02-03） （中文（中国大陆））.
4. ↑  . Emory University.   [2016-10-13]. （原始内容存档于2021-02-02）.
5. 1 2 3  Rosenbaum, R.（1999）. Explaining Hitler: The Search for the Origins of His Evil. Harper Perennial. ISBN 978-0-06-095339-3
6. ↑  Dieter Schenk, Frank: Hitlers Kronjurist und General-Gouverneur, 2006, p.65. ISBN 978-3-10-073562-1: "Dass Adolf Hitler bestimmt kein Judenblut in den Adern hatte, scheint mir aus seiner ganzen Art dermaßen eklatant bewiesen, dass es keines weiteren Wortes bedarf,"（p.330 of Frank's memoirs published in 1953 as Im Angesicht des Galgens. Deutung Hitlers und seiner Zeit aufgrund eigener Erlebnisse und Erkenntnisse）.
7. ↑  Toland 1991，第246–47頁
8. 1 2  Kershaw, Ian, , City of Westminster, London, England: Penguin Books: 8–9, 1998
9. ↑  王志强. . 外文出版社. 2010: 第3页–4页. ISBN 978-7-119-06241-9.
10. ↑  United States Holocaust Memorial Museum. . www.ushmm.org.   [2018-01-15]. （原始内容存档于2018-06-14） （英语）.
11. ↑  蔡子強. .   [2017-07-26]. （原始内容存档于2012-02-14）.
12. ↑  Mommsen, Hans.  Hitler and Vienna: The Truth about his Formative Years", in The Third Reich Between Vision and Reality. Berg Publishers, 2003. p.34.
13. ↑  Shirer 1990，第53頁
14. ↑  Bullock 1962，第52頁
15. ↑  Rosenbaum, Ron, "Everything You Need To Know About Hitler's "Missing" Testicle （页面存档备份，存于）", Slate, Nov. 28, 2008
16. ↑  Alastair Jamieson, Nazi leader Hitler really did have only one ball.html （页面存档备份，存于）, The Daily Telegraph, retrieved on 20 November 2008
17. ↑  Kerhsaw 1999
18. ↑  . Historisches Lexikon Bayerns.   [2015-12-14]. （原始内容存档于2012-12-17）.
19. ↑  Shirer 1961，第104–106頁
20. ↑  Shirer 1961，第109頁
21. ↑  Shirer 1961，第111–113頁
22. ↑  .   [2009-11-01]. （原始内容存档于2010-04-12）.
23. ↑  Kershaw p. 239.
24. 1 2  Bullock 1962，第121頁
25. ↑  , BBC, 2004-12-17  [2008-05-22], （原始内容存档于2019-04-29）
26. ↑  Hinrichs, Per, , Der Spiegel, 2006-08-25  [2008-05-22], （原始内容存档于2012-01-27） （德语）
27. ↑  See Verbotzeit （页面存档备份，存于） for details.
28. ↑  Halperin 1965，第434–446 et. seq.頁
29. ↑  Halperin 1965，第468–471頁
30. ↑  , Der Spiegel,   [2008-05-22], （原始内容存档于2012-05-08）
31. ↑  Halperin 1965，第476頁
32. ↑  Halperin 1965，第477–479頁
33. ↑  , Glasnost,   [2008-05-22], （原始内容存档于2003-04-25）
34. ↑  Bullock 1962，第262頁
35. ↑  Bullock 1962，第265頁
36. ↑  Bullock 1962，第309頁
37. ↑  Fest 1974，第476頁
38. ↑  2011[永久]
39. ↑  .   [2011-07-17]. （原始内容存档于2006-05-10）.
40. ↑  Shirer 1990
41. ↑  Wistrich, Robert S., , New York: Routledge: 193, 2002, ISBN 0415127238
42. ↑   (PDF).   [2017-06-16]. （原始内容存档 (PDF)于2020-12-18）.
43. ↑  , Yad Vashem,   [2008-05-22], （原始内容存档于2008-05-19）
44. ↑  , United States Holocaust Memorial Museum,   [2008-05-22], （原始内容存档于2013-02-01）
45. ↑  Downing, David. . World Almanac Library of the Holocaust. Gareth Stevens. 2005: 33  [2010-05-15]. ISBN 0836859472. （原始内容存档于2014-09-19）.
46. ↑  Weinberg 1970，第26–27頁
47. ↑  Kershaw 1999，第490–491頁
48. ↑  Kershaw 1999，第492, 555–556, 586–587頁
49. ↑  Carr 1972，第23頁
50. ↑  Kershaw 2000a，第145–147頁
51. ↑  Messerschmidt 1990，第601–602頁
52. ↑  Hildebrand 1973，第39頁
53. ↑  Roberts, Martin, , Oxford University Press, 1975, ISBN 0199132259
54. ↑  Emmerson, J.T. The Rhineland Crisis , Ames: Iowa State University Press, 1977 pp. 72–4.
55. ↑  Kershaw, Ian Hitler Hubris, New York: Norton, 1998, 1999 pp. 582–86.
56. 1 2 3  Hitler and Spain Robert H Whealey
57. ↑  . MSN Encarta.   [2007-03-11]. （原始内容存档于2009-10-31）.
58. ↑  Mayerhofer. . Wiener Zeitung Online. 1998  [2007-03-11]. （原始内容存档于2011-05-14） （德语）. Detailed article the on the events of the Anschluss, in German.
59. ↑  Butler 1989，第159頁
60. ↑  Bullock 1962，第434頁
61. ↑  Overy 2005，第425頁
62. ↑  Crozier 1988，第236頁
63. 1 2  Crozier 1988，第239頁
64. ↑  Overy 1989，第84–85頁
65. ↑  Weinberg 1980，第334–335頁
66. ↑  Weinberg 1980，第338–340頁
67. ↑  Weinberg 1980，第338–339頁
68. ↑  Weinberg 1980，第418頁
69. ↑  The Munich Crisis, 1938 Edited by Igor Lukes, Erik Goldstein, Routledge: 1999
70. 1 2  Bloch, 1992 & 178–179
71. 1 2  Victor Rothwell, Origins of the Second World War, Manchester University Press, 2001, ISBN 978-0-7190-5958-2, Google Print, p.92 （页面存档备份，存于）
72. ↑  Andrew J. Crozier, The causes of the Second World War, Wiley-Blackwell, 1997, ISBN 978-0-631-18601-4, Google Print, p.150-151 （页面存档备份，存于）
73. ↑  Louis Leo Snyder, John D Montgomery, The new nationalism, Transaction Publishers, 2003, ISBN 978-0-7658-0550-8, Google Print, p.88 （页面存档备份，存于）
74. ↑  . Euronet.nl.   [2009-01-11]. （原始内容存档于2007-09-27）.
75. ↑  . Yale.edu.   [2009-01-11]. （原始内容存档于2016-04-21）.
76. ↑  Hermann Kinder, Werner Hilgemann, The Anchor Atlas of World History. Volume II, p.165. Anchor Press, Doubleday, New York 1978. ISBN 978-0-385-13355-5
77. ↑  The Illustrated History of World War II. Owen Booth and John Walton. Chartwell Books, Inc. 1998. Pages 44 - 49
78. ↑  . 風傳媒. 2015-02-06  [2015-02-06]. （原始内容存档于2015-04-16） （中文（繁體））.
79. ↑  Shirer 1990，§29
80. ↑  蘇軍女兵憶德軍投降歷史時刻:與希特勒顎骨為伴；華夏經緯網；2005-05-10。
81. ↑  希特勒屍體入土難安八挖八埋後被付之一炬；國際線上；2005-05-08。
82. ↑  spiritus-temporis.com, Hitler's death - subsequent events （页面存档备份，存于）, retrieved 2 September 2008. This unit has sometimes been called 79th SMERSH
83. ↑  DNA測試驚人發現「希魔」頭顱實屬女性 （页面存档备份，存于）蘋果日報，2009年09月29日
84. ↑   （页面存档备份，存于） CNN: KGB chief ordered Hitler's remains destroyed.
85. ↑  .   [2014-01-27]. （原始内容存档于2014-02-10）. 新华网转载：《广州日报：希特勒逃亡巴西活到95岁？》. 2014.01.27
86. ↑  . 都市日報. 2018-05-20  [2018-05-21]. （原始内容存档于2018-05-21）.
87. ↑  Steigmann-Gall 2003，第passim頁
88. ↑  Overy 2005，第282頁
89. ↑  Rosenbaum, Ron [Explaining Hitler] p. xxxvii, p. 282 (citing Yehuda Bauer's belief that Hitler's racism is rooted in occult groups like Ostara）, p. 333, 1998 Random House
90. ↑  Rißmann 2001: 122
91. ↑  Rißmann 2001: 249 (Footnote 539）
92. ↑  Bullock 1962, p. 717
93. ↑  Fitzgerald, Mich, , Routledge, 2004-01-07, ISBN 1583912134
94. ↑  Fries, Andreas,  (PDF), Läkartidningen, 2009-04-22, 106 (17): 1201–1204  [2009-08-03], ISSN 0023-7205, （原始内容 (PDF)存档于2009-10-16）
95. ↑  Anton Joachimstaler, , Arms & Armour Press, 1999, ISBN 1-86019-902-X
96. ↑  Wilson, Bee, , New Statesman, 1998-10-09  [2008-05-22], （原始内容存档于2005-01-30）
97. ↑  Toland 1991，第741頁
98. ↑  Rosenbaum 1998，第99–117頁
99. ↑  Rosenbaum 1998，第116頁
100. ↑  , Abiding Truth,   [2008-05-22], （原始内容存档于2006-06-12）
101. ↑  , New Statesman,   [2008-05-22], （原始内容存档于2021-01-29）
102. ↑  .   [2009-08-17]. （原始内容存档于2007-09-28）.
103. ↑  .   [2009-08-17]. （原始内容存档于2012-10-28）.